# Geiselnahmen der Hamas während des Terrorangriffs auf Israel 2023

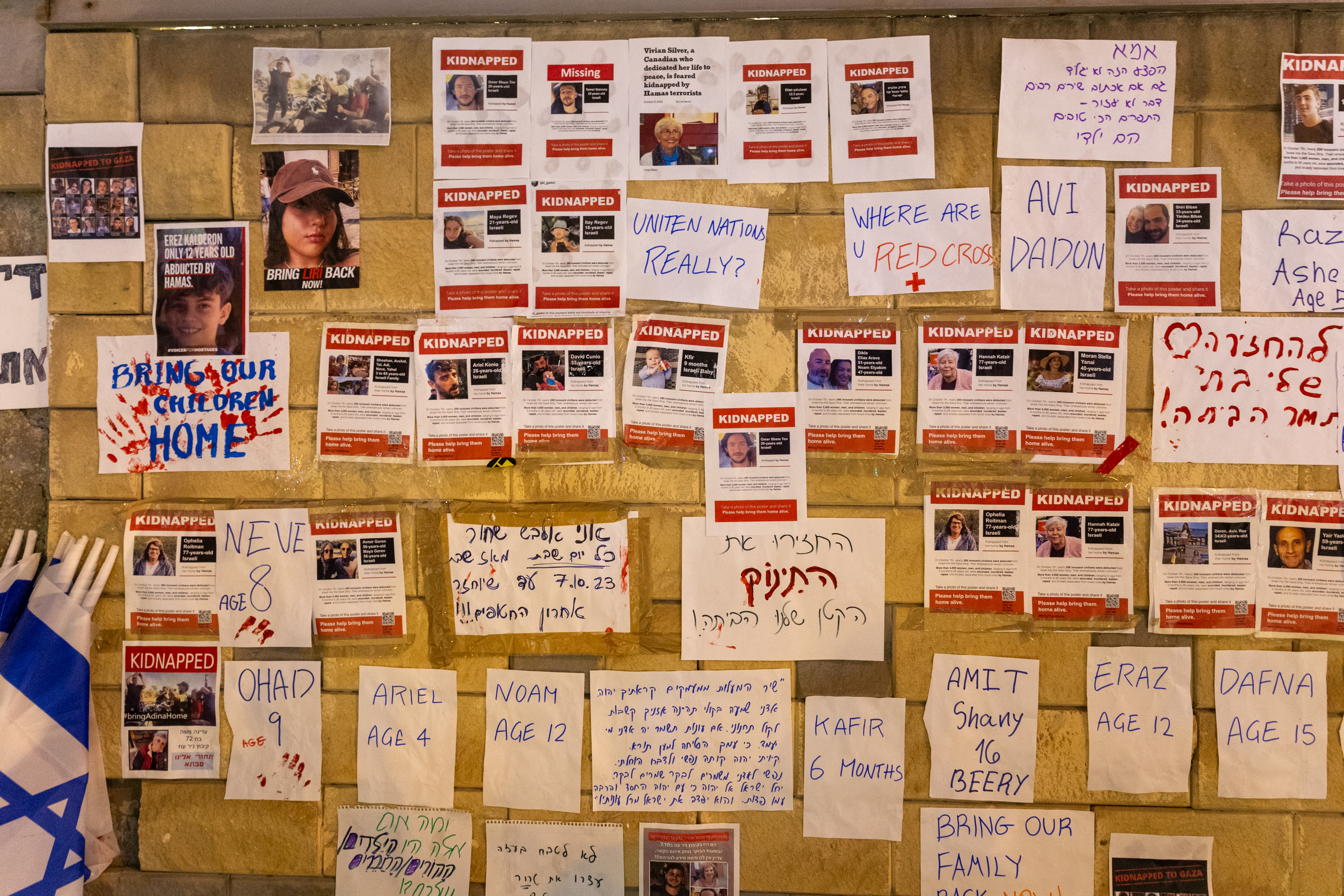
Plakate in HaKirya, Tel Aviv, auf denen die Rückkehr der nach Gaza verschleppten Geiseln gefordert wird

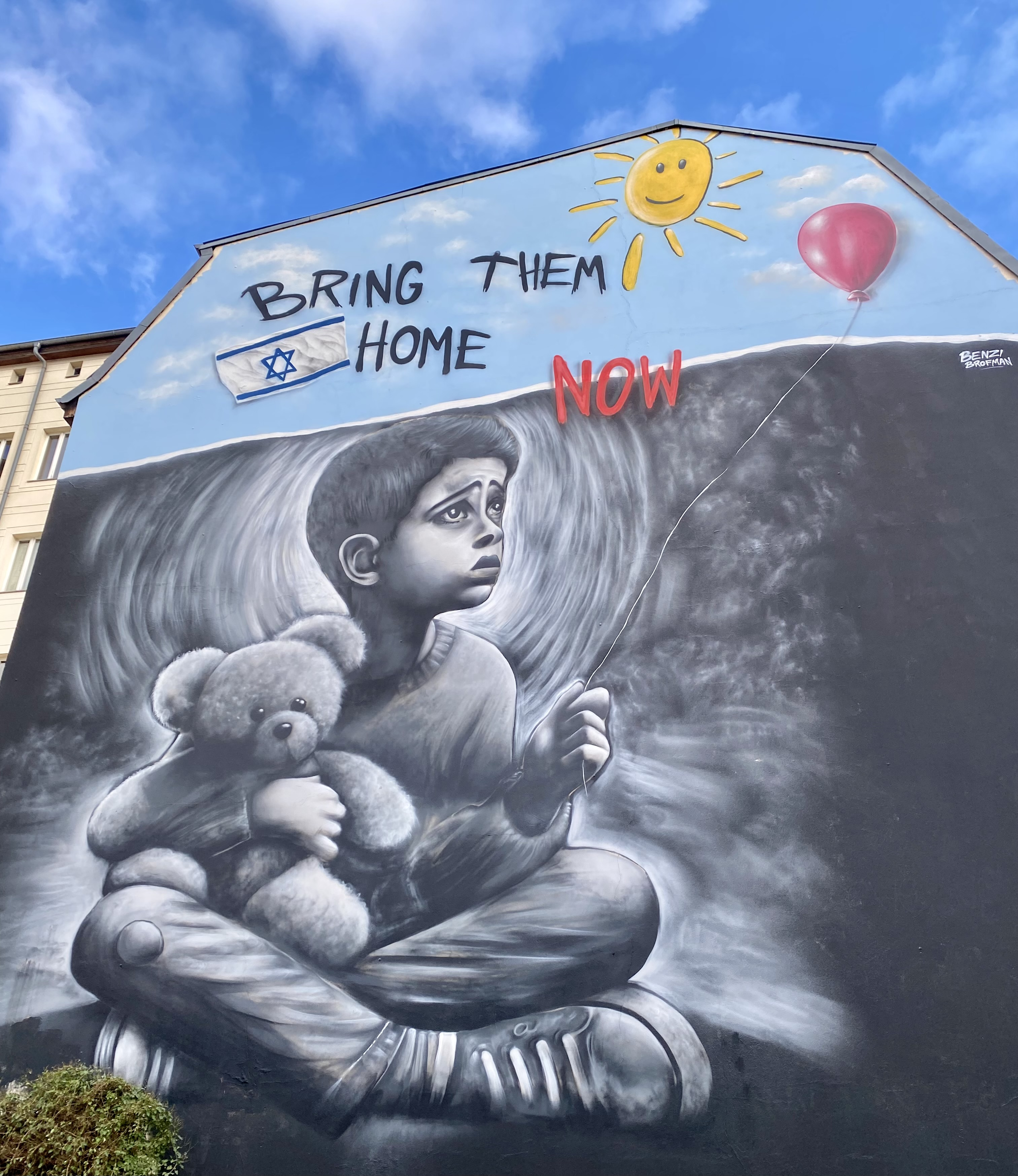
Bring them Home. Graffiti des Künstlers Benzi in Berlin

Bei den Geiselnahmen der Hamas während des Terrorangriffs auf Israel 2023 verschleppten Terroristen der Hamas und mit ihr verbündete militant-islamistische Gruppierungen 250 Menschen in den Gazastreifen und nahmen sie dort in Geiselhaft. Die Geiseln sind mehrheitlich israelische Staatsbürger und Zivilisten, darunter auch Kinder, sowie einige ausländische Staatsangehörige mit teilweise doppelter Staatsbürgerschaft.
Nach dem Terrorangriff auf Israel am 7. Oktober 2023 setzen sich weltweit Angehörige und Betroffenenorganisationen mit Protestaktionen und dem Slogan „Bring them Home“ für die Freilassung der Geiseln ein. Einige kamen im Austausch mit in Israel inhaftierten palästinensischen Gefangenen frei oder wurden von den Israelischen Verteidigungsstreitkräften (IDF) befreit; andere waren schon während des Terrorangriffs ermordet worden oder starben später und konnten nur noch tot geborgen werden. Im Januar 2025 befanden sich etwa hundert Menschen in der Gewalt der Hamas, wobei unbekannt war, wie viele von ihnen bereits gestorben waren oder getötet wurden. Mit Stand Juni 2025 sind noch 53 oder 54 Menschen Geiseln der Hamas. Von ihnen sollen noch mindestens 20 am Leben sein.

## Hintergründe
Der Umgang mit entführten Staatsbürgern ist in Israel umstritten: Der Fall des entführten Soldaten Gilad Schalit gilt als Blaupause für den Umgang mit entführten Staatsbürgern. Nach Schalits Entführung im Jahr 2006 und seiner fünfjährigen Gefangenschaft im Gazastreifen stimmte Israel einem Austausch zu, bei dem über tausend palästinensische Häftlinge freigelassen wurden. Dies signalisierte das bis dahin unbedingte Bemühen um den Schutz israelischen Lebens. Es gibt Bedenken, dass dieser Ansatz die Regierung erpressbar gemacht hat. Außerdem nahmen einige der freigelassenen Palästinenser später Schlüsselrollen in der Hamas ein, darunter auch Yahya Sinwar, der die Hamas im Gazastreifen leitete.

## Geiselnahmen
Nach Angaben der israelischen Regierung wurden etwa 250 Geiseln genommen, von denen 138 einen ausländischen Pass besitzen bzw. Doppelstaatler sind, darunter zwölf deutsche Staatsbürger. Angehörige deutscher Geiseln sprachen bei einer Protestaktion in Tel Aviv von 14 Personen. Auch mindestens ein arabischer Israeli, ein Beduine aus Rahat, wurde als Geisel in den Gazastreifen verschleppt. Zudem waren 54 Thailänder betroffen, die als Arbeiter auf israelischen Feldern in der Region um den Gazastreifen tätig waren. Die Liste der ausländischen Geiseln umfasste auch 15 Argentinier, zwölf US-Bürger, sechs Franzosen und sechs Russen. In vielen Fällen wurde angenommen, dass diese Personen zusätzlich zur ausländischen Staatsbürgerschaft auch die israelische Staatsbürgerschaft besitzen. Die Hamas soll nicht die einzige Organisation gewesen sein, die während des Angriffs auf Israel Geiseln nahm. Der Islamische Dschihad in Palästina gab etwa an, mehr als 30 Personen in seiner Gewalt zu haben.
Zahlreiche internationale Regierungen bemühten sich in Krisengesprächen um die Freilassung der Geiseln. Der Nationale Sicherheitsberater der USA, Jake Sullivan, erklärte vor Reportern, dass die genaue Anzahl und der Zustand der amerikanischen Geiseln in der Gewalt der Hamas unbekannt sei. Es gab mehr als 20 vermisste amerikanische Staatsbürger in Israel, von denen jedoch unklar war, wie viele von ihnen von der Hamas festgehalten wurden.
Am 30. Oktober 2023 wurden laut Angaben der IDF 239 Familien darüber informiert, dass ihre Angehörigen in den Gazastreifen entführt worden waren.
Die verstärkte Berichterstattung über geschlechtsspezifische Gewalt während des Terrorangriffs der Hamas weckte Besorgnis um die Sicherheit von Frauen, die sich noch in der Gewalt der Terrororganisation befanden. Laut dem israelischen Verteidigungsminister Joav Galant gehörten dazu bis zum 5. Dezember 2023 15 Frauen und zwei Kinder. Der UN-Bericht vom März 2024 schloss basierend auf den Aussagen freigelassener Geiseln, dass einige Frauen und Kinder während der Geiselnahme eindeutig „sexueller Gewalt, einschließlich Vergewaltigung, sexualisierter Folter und grausamer, unmenschlicher und erniedrigender Behandlung“ ausgesetzt waren und hinsichtlich der noch festgehaltenen Geiseln Grund zu der Annahme vorliege, dass „solche Gewalt weiter andauere“.
Die jüngste Geisel der Hamas war Kfir Bibas aus dem Kibbuz Nir Oz. Der Junge hatte am 18. Januar 2024 seinen ersten Geburtstag. Seine Eltern und sein vier Jahre alter Bruder Ariel wurden ebenfalls entführt. Er wurde für viele Israelis zum Symbol „für die Hilflosigkeit und den Zorn“ darüber, nichts für die von der Hamas Entführten tun zu können. Im Februar 2025 wurde der Tod von Kfir, Ariel und Schiri Bibas bekannt.
Am 1. Dezember 2024 berichteten Medien, dass noch etwa 100 der Verschleppten vermisst werden. Es wird angenommen, dass viele davon nicht mehr am Leben sind.

### Suche nach den Geiseln
Das Vorgehen bei der Suche des IDF nach den vermissten Geiseln gilt international als umstritten, da dabei auch Angriffe auf humanitäre Einrichtungen wie Krankenhäuser stattfanden, in denen Terroristenstützpunkte vermutet wurden. Der Einsatz im Bereich des Al-Shifa-Krankenhauses ergab, wie der Sprecher der IDF Hagari berichtete, dass das Krankenhaus gegen das Völkerrecht verstoßen habe, indem es für militärische und terroristische Zwecke genutzt worden sei. Die darauf folgende Erstürmung des Krankenhauses hatte international teilweise starke Kritik hervorgerufen.
Die US-Regierung unterstützte die Darstellung der IDF, dass die Hamas und der Islamische Dschihad Krankenhäuser im Gazastreifen, einschließlich der Al-Shifa-Klinik, für militärische Aktionen nutzen. Laut dem nationalen Sicherheitsrat im Weißen Haus wird Al-Shifa als Kommandozentrum und möglicherweise auch als Waffenlager genutzt, was als Kriegsverbrechen betrachtet wird. Es gibt auch Hinweise auf Tunnel unter den Kliniken, die zur Verdeckung von Militäroperationen und zur Gefangennahme von Geiseln dienen.
Bei einem Treffen des Internationalen Komitees vom Roten Kreuz (IKRK) in Genf, an dem u. a. Familien der Geiseln und der israelische Außenminister Eli Cohen und Gesundheitsminister Menachem Buso teilnahmen, teilte die Präsidentin, Mirjana Spoljaric, mit, dass bislang kein Vertreter des IKRK mit einer der Geiseln sprechen konnte: „Wir haben keine Lebenszeichen.“ Cohen hatte zuvor das IKRK kritisiert, nicht genug zu unternehmen, um Kontakt zu den Geiseln herzustellen. Eine Sprecherin des IKRK betonte die Dringlichkeit ihrer Organisation, die Geiseln zu finden und ihnen bestmögliche Versorgung zukommen zu lassen. Dies sei jedoch aufgrund des fehlenden humanitären Raums unmöglich: „Wir können uns nicht durch Bomben einen Weg bahnen. Und wir brauchen einfach den guten Willen aller Parteien, ihre Verpflichtungen gemäß dem humanitären Völkerrecht zu respektieren.“
Premierminister Benjamin Netanjahu ernannte General Gal Hirsch zum Koordinator für Vermisste und Geiseln. Hirsch wurde beauftragt, alle Geiseln zu befreien und vermisste Personen zu finden. Die Entscheidung des Premierministers, diese Aufgabe einem umstrittenen General zu übertragen, führte zu erheblichen Kontroversen. General Hirsch hatte nämlich während des Libanonkriegs 2006 militärische Operationen durchgeführt, bei denen zahlreiche israelische Soldaten ihr Leben verloren. Dies hatte zum vorläufigen Ende seiner militärischen Laufbahn geführt; er wurde nicht weiter befördert und schied 2012 aus dem Dienst aus.

### Befreiung von Geiseln
Netanjahu nannte es als zweites Ziel der Bodenoffensive, „die Geiseln nach Hause zurückzubringen“ (neben dem Ziel, „die Herrschaft der Hamas im Gazastreifen zu zerstören“).
Die IDF und der Inlandsgeheimdienst Schin Bet teilten am 30. Oktober 2023 mit, dass es der israelischen Armee bei einem Bodeneinsatz gelungen sei, die als Geisel gehaltene Soldatin Ori Magedisch, die am 7. Oktober entführt worden war, zu befreien. Sie befinde sich bei guter Gesundheit und im Kreise ihrer Familie.
Bei einem Einsatz in Rafah befreiten Soldaten der israelischen Spezialeinheit Shayetet 13 in einer gemeinsamen Aktion von Schin Bet und Israelischer Polizei eigenen Angaben zufolge am 12. Februar 2024 zwei Geiseln. Es handelte sich um den 60-jährigen Fernando Simon Marman und den 70-jährigen Norberto Louis Har, die beide sowohl israelische als auch argentinische Staatsbürger sind, die am 7. Oktober 2023 aus dem Kibbuz Nir Jitzhak gewaltsam fortgebracht worden waren. Sie seien in guter körperlicher Verfassung und wurden in ein Krankenhaus in dem Ort Ramat Gan gebracht. Louis Har wurde mit seiner Lebensgefährtin, zwei Geschwistern und ihrer Nichte entführt. Nach einer Fahrt auf der Ladefläche eines Pickup in den Gazastreifen seien sie für drei Stunden barfuß durch dunkle, unbefestigte Tunnelgänge gegangen und zu einem Apartment gebracht worden, in dem er selbst bis zu seiner Rettung bleiben musste, berichtete Har der Tagesschau. Die beiden Frauen und das Mädchen kamen im Zuge der Waffenruhe im November 2023 frei.
Am 8. Juni 2024 gaben die IDF bekannt, die Geiseln Noa Argamani (25), Almog Meir Jan (21), Andrey Kozlov (27) und Shlomi Ziv (40) aus dem Flüchtlingslager Nuseirat im Zentrum Gazas befreit zu haben. Die Geiseln wurden aus zwei Häusern in einem Wohnviertel befreit. Sie waren am 7. Oktober 2023 beim Terrorüberfall der Hamas auf das Supernova-Musikfestival als Geiseln in den Gazastreifen gewaltsam verbracht worden und hatten sich dort bis zu ihrer Befreiung in Geiselhaft befunden.
Am 27. August 2024 wurde bekannt, dass die Geisel Kaid Farhan Alkadi befreit wurde. Der 52-jährige Beduine, ein Vater von 11 Kindern, war am 7. Oktober entführt worden, während er im Kibbuz Magen als Wachmann tätig war.
Somit sind bisher acht Geiseln, also 3 % der ursprünglich insgesamt 250 Geiseln, durch militärische Aktionen befreit worden.
Am 3. Oktober 2024 gaben die Außenministerien von Israel und dem Irak getrennt bekannt, dass die Jesidin Fawzia Amin Sido wieder frei sei und in ihre Heimat zurückkehren konnte. Sido war 2014 als 11-Jährige von der Terrororganisation Islamischer Staat (ISIS), die damals jesidische Gemeinden im Irak überfiel und weite Teile des Landes kontrollierte, an einen Mann aus dem Gazastreifen verkauft worden, der sich zu dieser Zeit im Irak aufhielt. Nachdem israelische Sicherheitskräfte die heute 21 Jahre alte Sido befreit hatten, brachten sie die junge Frau wieder zu ihrer Familie zurück.

### Tod von Geiseln
Die IDF fanden Mitte November 2023 in Gaza-Stadt die Leichen zweier Geiseln, die beim Überfall der Hamas auf Israel am 7. Oktober 2023 entführt worden waren. Es handelte sich dabei um die 65-jährige Yehudit Weiss sowie die 19-jährige Soldatin der IDF Noa Marciano. Nach Angaben der IDF war Yehudit Weiss in der 3. Novemberwoche 2023 in einem Haus in der Nähe vom Al-Shifa-Krankenhaus gefunden worden. Das größte Krankenhaus von Gaza-Stadt stand zu Beginn dieser Novemberwoche im Mittelpunkt der Kämpfe im Gazastreifen und war am Morgen des 15. November 2023 von den IDF gestürmt worden. Frau Weiss war aus ihrem nahe der „Grünen Linie“ zum Gazastreifen gelegenen Haus im Kibbuz Be'eri beim Überfall der Hamas auf Israel am 7. Oktober 2023 entführt worden; ihr Ehemann Shmulik Weiss wurde bei dem Hamas-Angriff getötet. Marciano war nach Angaben der Hamas am 9. November 2023 bei einem israelischen Luftschlag getötet worden. Die IDF bestätigte, dass die Soldatin durch einen Luftschlag verletzt worden sei. Wie bei einer pathologischen Untersuchung festgestellt wurde, seien ihre Verletzungen aber nicht tödlich gewesen.
Zu den Menschen, die bei dem Terrorüberfall der Hamas auf das Supernova-Musikfestival am 7. Oktober 2023 getötet wurden, gehörte auch die 22-jährige Deutsch-Israelin Shani Louk. Bevor die IDF ihrer Familie am 29. Oktober 2023 mitteilte, dass die junge Frau nicht mehr am Leben sei, ging diese davon aus, dass Louk das Massaker schwer verletzt überlebt hatte und als Geisel nach Gaza verschleppt wurde. Das israelische Außenministerium bestätigte am 30. Oktober 2023 im Mikroblogging-Dienst „X”, dass der Leichnam der 22-Jährigen gefunden und identifiziert worden sei. Nach Aussage von Israels Präsident Jitzchak Herzog habe man den Schädel der getöteten jungen Frau gefunden.

„Das bedeutet, dass diese barbarischen, sadistischen Tiere ihr einfach den Kopf abgehackt haben, als sie Israelis angriffen, folterten und töteten. Es ist eine große Tragödie, und ich spreche ihrer Familie mein tiefes Beileid aus.“

Nach Angaben der in Israel staatlich anerkannten Organisation Zihuy Korbanot Ason (ZAKA, deutsch:„Identifizierung von Unfallopfern“) wurden allein auf dem Gelände des Musikfestivals 260 Menschen ermordet – Sanitäter berichten von unvorstellbaren Szenen vor Ort.
Am 1. Dezember 2023 endete die zwischen Hamas und IDF vereinbarte Feuerpause, während deren mehr als 100 der Geiseln im Austausch gegen palästinensische Gefangene freigelassen wurden. In den Tagen davor hätten IDF und Polizei die Familien der vier Geiseln Elijahu Margalit, Maja Goren, Ronen Engel und Arje Zalmanovitz über deren Tod informiert.
Der Leichnam von Ofir Tsarfati wurde wenige Tage vor dem 1. Dezember 2023 vom israelischen Inlandsgeheimdienst Schin Bet in Gaza aufgefunden. Am Tag vor dem Terrorüberfall der Hamas auf das Supernova-Musikfestival war er 27 Jahre alt geworden und wollte seinen Geburtstag am 7. Oktober 2023 mit Freunden beim Open-Air-Festival feiern. Bis er tot aufgefunden wurde, galt Tzarfati als eine der Geiseln der Hamas. Tsarfati stammte aus Kiryat Ata, war israelischer und französischer Staatsbürger und hatte Elektrotechnik studiert. Bevor er als Geisel entführt worden war, gelang es ihm noch, seine Partnerin Shoval Gal in Sicherheit zu bringen. Er setzte sie in ein fahrendes Auto und rettete anschließend noch vielen anderen Festivalteilnehmern das Leben.
Am 8. Dezember 2023 veröffentlichten die Qassam-Brigaden ein Video, dass die Leiche des 25-jährigen Sahar Baruch zeigte. Von seiner Familie und Vertretern des Kibbuz Be'eri, aus dem der Student stammte, wurde dessen Identität bestätigt. Die IDF teilten seiner Familie am 3. Januar 2024 mit, dass der junge Mann im Dezember 2023 bei einem gescheiterten Versuch, ihn aus der Geiselhaft in Gaza zu befreien, getötet worden sei. Bei dem Befreiungsversuch seien zwei Soldaten der IDF schwer verletzt und mehrere Terroristen getötet worden; was genau geschah, blieb jedoch unklar. Sahar Baruch war am 7. Oktober 2023 von Terroristen aus dem nahe der Grenze zum Gazastreifen gelegenen Kibbuz Be'eri als Geisel nach Gaza verbracht worden; seine Großmutter und sein Bruder wurden bei dem Terrorüberfall auf den Kibbuz ermordet. Das Massaker von Be’eri war eines der schlimmsten, welche die Hamas und ihrer Verbündeten bei ihrem Angriff auf Israel verübten. Allein hier wurden 80 der 1110 Einwohner getötet und viele andere in den Gazastreifen verschleppt.
Am 15. Dezember 2023 gab die IDF bekannt, dass während der Kampfhandlungen in Schedschaija, einem Stadtviertel von Gaza-Stadt, drei Geiseln von Soldaten der IDF versehentlich getötet worden seien. Dabei handelte es sich um Samer al-Talalka aus dem Kibbuz Nir Am und Yotam Haim aus dem Kibbuz Kfar Asa sowie um eine Geisel, deren Name auf Wunsch der Angehörigen zunächst nicht veröffentlicht wurde. Die IDF sprach von einem „schmerzhaften Vorfall“ und bat die Angehörigen um Verzeihung. Im Fernsehen rechtfertigte IDF-Sprecher Hagari die unbeabsichtigte Tötung der Geiseln damit, dass diese von den israelischen Soldaten „versehentlich als Bedrohung identifiziert“ worden seien und daraufhin erschossen wurden. Wie sich bei einer ersten Rekonstruktion der Ereignisse herausstellte, schwenkten die drei Männer, die aus einem der umkämpften Gebäude gekommen waren, eine weiße Fahne und bewegten sich auf die Soldaten zu, bevor einer der Soldaten, der glaubte, dass es sich um einen Hinterhalt handeln würde, das Feuer eröffnete und seinen Kameraden zurief: „Terroristen“. Nachdem er zwei der für Terroristen gehaltenen Männer tödlich getroffen hatte, floh der dritte verwundet zurück in das Gebäude, aus dem alle drei zuvor gekommen waren und rief auf Hebräisch um Hilfe. Kurz darauf wurde auch diese vermeintlich für einen Terroristen gehaltene Geisel von einem anderen Soldaten beim Verlassen des Gebäudes erschossen. Den drei Geiseln war die Flucht gelungen, nachdem ihre Bewacher fünf Tage zuvor beim Kämpfen gegen die IDF getötet worden waren. Ihnen gelang es, Schilder mit der Aufschrift „Hilfe, 3 Geiseln“ und „SOS“ an einem Gebäude aufzuhängen, was jedoch von der IDF nicht als Hilferuf von Geiseln, sondern als Hinweis auf einen Hinterhalt der Hamas interpretiert wurde. Die Geisel Yotam Haim war 28 Jahre alt und Schlagzeuger in einer Heavy-Metal-Band. Er wurde zuletzt auf einem von ihm selbst aufgenommenen Video gesehen, das ihn vor seinem Haus in Kfar Aza zeigt, bevor er am 7. Oktober von Terroristen nach Gaza entführt wurde. Samar Talalkab war 22 Jahre alt, stammte aus Hura und arbeitete in der Brüterei des Kibbuz Nir Am, als die Terroristen am 7. Oktober den Kibbuz stürmten. Alon Lulu Shamriz war 26 Jahre alt und studierte Computertechnik. Er wurde am 7. Oktober aus seinem Haus im Kibbuz Kfar Aza entführt. Nach dem Bekanntwerden des Todes der drei Geiseln versammelten sich am Abend des 13. Dezember 2023 hunderte Menschen in Tel Aviv und forderten von ihrer Regierung, einen Geiseldeal mit der Hamas auszuhandeln, wie es ihn bereits Ende November 2023 gegeben hatte.
Während der Feuerpause zwischen 24. November und 1. Dezember 2023 hatte die Hamas vereinbarungsgemäß 105 Geiseln freigelassen und Israel im Gegenzug 240 Palästinenser aus Gefängnissen entlassen. Nach israelischen Schätzungen waren mit Stand vom 16. November 2024 noch 112 Menschen in Geiselhaft. 20 bereits tote Geiseln waren, wie Netanyahus Büro am 10. Dezember mitgeteilt hatte, bis dato von der Hamas noch nicht freigegeben worden.
Nach Bekanntgabe durch die IDF bestätigte am 16. Dezember 2023 auch das Forum der Familienangehörigen von Geiseln und Vermissten, dass die beim Terrorüberfall der Hamas auf das Supernova-Musikfestival entführte Inbar Hayman tot sei. Die 27-Jährige gehörte zu den freiwilligen Helfern bei der Open-Air-Veranstaltung und hatte dort Menschen in medizinischen oder psychischen Notlagen betreut. Zeugen hatten berichtet, dass sich Hayman zunächst mit zwei Freunden unter einer Bühne versteckt und dann hinter einem Busch Deckung gesucht habe. Dort sei sie von zwei mit Messern bewaffneten Terroristen entdeckt, als Geisel gefangen genommen und dann auf einem Motorrad in den Gazastreifen entführt worden. Wie die Jerusalem Post unter Berufung auf Informationen der Familie von Inbar Hayman berichtete, sei die junge Frau offenbar während der Geiselhaft getötet worden; zu den näheren Umständen machte die IDF keine Angaben. Ihr Leichnam wurde von der Hamas noch nicht freigegeben. Inbar Hayman war als Graffitikünstlerin kreativ tätig, wurde als begeisterte Kunstliebhaberin beschrieben und hatte an der Haifa Academy of Design and Education Kommunikationswissenschaften studiert.
Die israelische Regierung bestätigte am 22. Dezember 2023 den Tod des 73-jährigen Jazz-Musikers Gadi Haggai. Er hatte die israelische und US-amerikanische Staatsbürgerschaft. Er war während des Hamas-Angriffs am 7. Oktober 2023 in seinem Heimatort Nir Oz getötet worden. Sein Leichnam wurde von der Hamas nach Gaza gebracht und seitdem festgehalten. Seine Frau, die 70-jährige Judith Weinstein, wurde mit Haggai am 7. Oktober in den Gazastreifen entführt, als sich das Paar auf einem Spaziergang befand. Sie teilte noch einen 40-sekündigen Videoclip in einem Gruppenchat, als die Hamas-Terroristen in den Kibbuz einmarschierten. Das war ihr letzter Kontakt mit ihrer Familie. Sie soll während des Angriffs verwundet worden sein. Das Forum der Geiselfamilien bestätigte am 29. Dezember auch den Tod von Judith Weinstein, die die amerikanische und die kanadische Staatsbürgerschaft besaß. Sie sei von der Hamas ermordet worden.
Laut Medienberichten vom 25. Dezember 2023 barg die israelische Armee nach eigenen Angaben die Leichen von insgesamt fünf Geiseln aus dem Tunnelsystem im Gazastreifen im Bereich des Flüchtlingsviertels Dschabaliya. Zwei der Leichen seien bereits zwei Wochen zuvor, drei weitere einige Tage später gefunden worden. Die Armee teilte mit, dass es sich um die sterblichen Überreste von drei Soldaten und zwei Zivilisten handelte, die von der Hamas als Geiseln genommen worden waren. Wie diese Menschen gestorben sind, war nicht bekannt, Obduktionen stünden noch aus.
Am 15. Januar 2024 gab die entführte Noa Argamani in einem Hamas-Video an, dass die Geiseln Yossi Sharabi und Itai Svirsky bei israelischen Luftschlägen getötet worden seien; dazu wurden Bilder ihrer Leichen gezeigt. Die Armee räumte Anfang Februar 2024 ein, dass zumindest Sharabi wahrscheinlich bei einem Hauseinsturz ums Leben gekommen war, der aus der Bombardierung eines Nachbargebäudes resultierte; Svirsky soll dahingegen einige Tage später von der Hamas erschossen worden sein.
Am 7. Februar 2024 wurde bekannt, dass von den 136 noch festgehaltenen Geiseln nach Angaben des israelischen Militärs 31 Menschen nicht mehr leben. Einige von ihnen wurden nach dem Bericht der Zeitung The New York Times unter Berufung auf ein vertrauliches israelisches Geheimdienstpapier bereits während des Terrorangriffs der Hamas auf israelischem Staatsgebiet getötet. Ihre Leichen wurden in den Gazastreifen gebracht, ihr Tod war zu diesem Zeitpunkt nicht bestätigt, weshalb sie als Geiseln gezählt wurden. Andere erlagen ihren Verletzungen oder wurden von Hamas-Terroristen getötet. Es gebe zudem unbestätigte Hinweise auf den Tod von mindestens 20 weiteren Geiseln.
Der 35-jährige Musiker Yagev Buchshtab starb im Februar 2024 in der Geiselhaft der Hamas. Das teilte die israelische Regierung seiner Familie im April 2024 mit. Als Todesursache wird Verhungern, Medikamentenmangel oder Erschöpfung angenommen. Die Familie Buchshtab gehörte zu den Zehntausenden Israelis, die seit dem Terrorüberfall an jedem Wochenende in Tel Aviv und anderen Städten des Landes für einen schnellen und bedingungslosen Austausch aller Geiseln gegen eine große Zahl an palästinensischen Haftgefangenen demonstrierten. Yagev Buchshtab war zusammen mit seiner Ehefrau Rimon Buchshtab-Kirsht am 7. Oktober aus dem Kibbuz Nirim entführt worden. Rimon Buchshtab-Kirsht wurde im November 2023 freigelassen.
In der Nacht zum 17. Mai 2024 wurde die Leiche der Deutsch-Israelin Shani Louk aus einem Tunnel in Gaza geborgen, zudem die Überreste von Amit Buskila und Itzhak Gelerenter. Tags darauf wurde auch der Leichnam von Ron Benjamin entdeckt. Am 23. Mai 2024 wurden drei weitere Geiseln tot aufgefunden, dazu zählte neben Michel Nisenbaum und Hanan Yablonka auch Shani Louks mexikanischer Freund Orión Hernández Radoux. Offenbar waren alle Opfer, die sich mit Ausnahme von Benjamin und Nisenbaum auf der Flucht vom Gelände des Supernova-Musikfestivals befanden, bereits am 7. Oktober nahe des Kibbuz Mefalsim getötet worden; ihre Leichen wurden anschließend in den Gazastreifen verbracht.
Am 20. August 2024 berichteten verschiedene Medien über eine nächtliche Operation des israelischen Militärs, bei der die Leichen von sechs Geiseln aus einem Tunnel in Chan Junis geborgen wurden. Die israelische Armee bestätigte die Bergung und nannte die Namen der Entführten: Yagev Buchshtab, Alexander Dancyg, Avraham Munder, Yoram Metzger, Nadav Popplewell und Haim Perry. Diese Männer waren am 7. Oktober 2023 von der Hamas entführt worden und wurden bereits zuvor für tot erklärt. Die Bergung erfolgte in Zusammenarbeit mit dem israelischen Inlandsgeheimdienst Schin Bet.
Am 31. August 2024 gaben die israelischen Verteidigungsstreitkräfte bekannt, sechs Leichen im Gazastreifen gefunden zu haben. Es handelte sich um Hersh Goldberg-Polin, Carmel Gat, Eden Yerushalmi, Almog Sarussi, Ori Danino und Alexander Lobanov. Nach erster Einschätzung der Armee wurden sie von Hamas-Terroristen getötet, kurz bevor die israelischen Soldaten sie befreien konnten. Als Fundort wurde später ein unterirdischer Tunnel der Hamas in Rafah im südlichen Gazastreifen angegeben. Das israelische Gesundheitsministerium ließ die Leichen obduzieren und gab bekannt, dass die Geiseln etwa 48 bis 72 Stunden vor der Autopsie aus nächster Nähe erschossen worden seien.
Am 8. Januar 2025 gab es Berichte darüber, dass der 53-jährige Youssef Ziyadne und sein 22-jähriger Sohn Hamza Ziyadne aus der Beduinengemeinde Rahat tot aufgefunden worden waren. Sie waren zusammen mit zwei weiteren Kindern von Youssef, dem 18-jährigen Bilal und der 17-jährigen Aisha, die beide im Rahmen eines Abkommens im November 2023 freigelassen wurden, am 7. Oktober aus dem Kibbuz Holit, wo sie gearbeitet hatten, entführt worden.
Am 20. Februar 2025 wurden Leichen von Geiseln aus Gaza nach Tel Aviv überführt. Darunter waren die Leichen von Oded Lifshitz sowie von den Kindern Kfir und Ariel Bibas. Nachdem forensisch festgestellt wurde, dass es sich bei einer vierten, gleichzeitig überführten Leiche nicht um deren Mutter Schiri Bibas handelte, wurde ihre Leiche einen Tag später überführt. (Siehe hierzu den Abschnitt Freilassungen 2025.)
Am 7. Juni 2025 barg die israelische Armee im Rahmen einer Spezialoperation im Raum Rafah den Leichnam des thailändischen Staatsbürgers Nattapong Pinta. Der 35-jährige landwirtschaftliche Gastarbeiter war während des Angriffs auf das Kibbuz Nir Oz von der militanten Gruppe „Mudschaheddin-Brigaden“, einer kleineren militanten Gruppierung im Gazastreifen, entführt worden. Laut Angaben des israelischen Militärs wurde er vermutlich in den ersten Monaten seiner Gefangenschaft getötet. Die Operation zur Bergung seines Körpers basierte auf Informationen aus der Vernehmung eines gefangenen Terroristen.
Am 11./12. Juni 2025 berichteten Medien, dass israelische Streitkräfte nach eigenen Angaben bei einem Einsatz im südlichen Gazastreifen die Leichen von zwei Geiseln geborgen und nach Israel überführt haben. Beide Männer stammten aus dem Kibbuz Nir Oz. Sie wurden am Tag des Überfalls der Hamas am 7. Oktober 2023 getötet und ihre Leichen nach Gaza verschleppt. Bei einem der Opfer handelte es sich um den damals 59-jährigen Jair Jaakov, dessen Lebensgefährtin und zwei seiner Söhne im Zuge des ersten Geisel-Deals im November 2023 freigelassen worden waren. Bei dem anderen geborgenen Toten handelte es sich um Aviv Atzili, der dem zivilen Verteidigungsteams von Nir Oz angehörte und im Kampf gegen die Hamas getötet wurde.
Am 13. Juni 2025 gab die israelische Armee die Bergung der Leichen von Gadi Haggai (73) und Judy Weinstein-Haggai (70) bekannt. Das Ehepaar mit amerikanisch-israelischer Doppelstaatsbürgerschaft lebte im Kibbuz Nir Oz und wurde am 7. Oktober 2023 bei dem Angriff der Hamas getötet. Laut israelischen Angaben wurden sie während eines Spaziergangs im Kibbuz erschossen; Judy Weinstein-Haggai konnte zuvor noch telefonisch Hilfe rufen und berichtete von Schussverletzungen an sich und ihrem Ehemann.
Ihre Leichen wurden in einer gemeinsamen Operation der IDF und des Inlandsgeheimdienstes Schin Bet in der Stadt Khan Younis im Süden des Gazastreifens geborgen. Die Operation basierte nach offiziellen Angaben auf geheimdienstlichen Erkenntnissen. Forensische Untersuchungen bestätigten anschließend die Identität der Toten. Das Ehepaar befand sich in Gefangenschaft der sogenannten „Mudschaheddin-Brigaden“ die auch für weitere Entführungen und Tötungen verantwortlich gemacht wird.
Am 22. Juni 2025 gaben die IDF gemeinsam mit dem Inlandsgeheimdienst Schin Bet bekannt, die Leichen dreier israelischer Geiseln aus dem Gazastreifen geborgen zu haben. Bei den Toten handelt es sich um Ofra Keidar, Jonathan Samerano und Shay Levinson, die am 7. Oktober 2023 während des Terrorangriffes der Hamas verschleppt und ermordet wurden. Die Rückführung der Leichen erfolgte nach Angaben der IDF auf Grundlage präziser geheimdienstlicher Erkenntnisse. Die Aktion fand im Rahmen laufender militärischer Operationen im Gazastreifen statt.
Ofra Keidar war Bewohnerin des Kibbuz Be’eri. Sie wurde während des Massakers in der Ortschaft entführt, bei dem auch ihr Ehemann, Schmuel Keidar, getötet wurde. Jonathan Samerano, ein 21-jähriger DJ, war Teilnehmer des Nova-Musikfestivals nahe dem Kibbuz Re’im, das am Morgen des Angriffs von Hamasterroristen überfallen wurde. Videoaufnahmen zeigten, wie er von Bewaffneten in ein Fahrzeug gezwungen wurde; einer der Entführer war laut späteren Angaben als Lehrer bei der UNRWA beschäftigt. Shay Levinson, ein 19-jähriger Stabsfeldwebel und Panzerkommandant aus der Gemeinde Givat Avni, wurde während Gefechten getötet und seine Leiche anschließend in den Gazastreifen verschleppt. Levinson besaß neben der israelischen auch die deutsche Staatsbürgerschaft.

### Prominente Geiseln
Unter den Entführten war Yotam Haim, der Schlagzeuger der Metalcore-Band Persephore. Am 15. Dezember wurde er zusammen mit zwei anderen Geiseln irrtümlich durch israelische Soldaten getötet.
Die israelisch-kanadische Friedensaktivistin Vivian Silver galt bis Mitte November 2023 als vermisst. Ihr Tod wurde am 14. November bestätigt, sie wurde bereits am 7. Oktober 2023 während des Terrorangriffes der Hamas im Kibbuz Be’eri ermordet.
Zu den Geiseln gehörte auch der israelische Historiker der Gedenkstätte Yad Vashem, Alex Dancyg. Er wurde 1948 als Sohn von Überlebenden des Holocaust in Warschau geboren und kam mit seiner Familie 1957 nach Israel. Zum Zeitpunkt des Terrorangriffs lebte er im Kibbuz Nir Oz. Der Journalist und Friedensaktivist Oded Lifshitz (83) und seine Frau, die Fotografin und „Ikone“ der israelischen Friedensbewegung Jocheved Lifshitz (85) wurden ebenfalls am 7. Oktober verschleppt. Sie gehören zu den Gründungsmitgliedern des Kibbuz Nir Oz, wo sie seit 1955 lebten. Er schrieb für die Arbeiterzeitung Al-Hamishmar und war einer der ersten Journalisten, die über das Massaker von Sabra und Schatila berichteten. Er setzte sich für die Rückgabe von Land an Beduinen und Palästinenser und ihre Rechte ein. Seine Frau wurde am 23. Oktober freigelassen. Er blieb in der Gewalt der Hamas (Stand: 4. Januar 2024). Das Auseinanderreißen von Familien ist laut der Jüdischen Allgemeinen Teil der psychologischen Kriegsführung der Hamas. Im Juli 2024 teilten die Israelischen Verteidigungsstreitkräfte (IDF) mit, dass Alex Dancyg von der Hamas ermordet worden sei. Im August 2024 fanden Soldaten der IDF seine Leiche und die Leichen fünf weiterer Geiseln.

### Liste
| Name                   | Nationalität       | Verstorbene | Datum …             | … und Umstände der Rückkehr | Alter | Anzahl Freigelassene | Anzahl Befreite | Anzahl Tote |
| ---------------------- | ------------------ | ----------- | ------------------- | --- | ----- | -------------------- | --------------- | ----------- |
| Judith Raanan          | Vereinigte Staaten |             | 21.10.2023          | Freilassung einer Mutter | 59    | 1                    |                 |             |
| Natalie Raanan         | Vereinigte Staaten |             | 21.10.2023          | und deren Tochter | 17    | 2                    |                 |             |
|                        |                    |             | 21.10.2023          | Freilassung von zwei Frauen aus „humanitären Gründen“                                                                                 | 79    | 3                    |                 |             |
|                        |                    |             | 21.10.2023          | Freilassung von zwei Frauen aus „humanitären Gründen“                                                                                 | 85    | 4                    |                 |             |
| Shani Louk             | /                  | †           | 29.10.2023          | Leichnam im Gazastreifen gefunden | 22    | 4                    |                 | 1           |
| Ori Magedisch          | Israel             |             | 30.10.2023          | Befreiung durch IDF und Schin Bet | 19    | 4                    | 1               | 1           |
| Vivian Silver          | /                  | †           | 14.11.2023          | Am 07.10.2023 ermordet, Leichnam verschleppt                                                                                          |       | 4                    | 1               | 2           |
| Noa Marciano           | Israel             | †           | Mitte November 2023 | Leichnam von IDF im Gazastreifen gefunden                                                                                             | 19    | 4                    | 1               | 3           |
| Yeduhit Weiss          | Israel             | †           | Mitte November 2023 | Leichnam von IDF im Gazastreifen gefunden                                                                                             | 65    | 4                    | 1               | 4           |
| Ofir Tsarfati          | /                  | †           | Ende November       | Leichnam von Schin Bet in Gaza gefunden                                                                                               | 27    | 4                    | 1               | 5           |
|                        |                    |             | 24.11.2023          | 24 Geiseln kommen gegen 39 Palästinenser frei                                                                                         |       | 28                   | 1               | 5           |
|                        |                    |             | 25.11.2023          | 17 Geiseln kommen gegen 39 Palästinenser frei                                                                                         |       | 45                   | 1               | 5           |
|                        |                    |             | 26.11.2023          | 17 Geiseln kommen gegen 39 Palästinenser frei                                                                                         |       | 62                   | 1               | 5           |
|                        |                    |             | 27.11.2023          | 17 Geiseln kommen gegen 33 Palästinenser frei                                                                                         |       | 79                   | 1               | 5           |
|                        |                    |             | 28.11.2023          | 12 Geiseln kommen gegen 30 Palästinenser frei                                                                                         |       | 91                   | 1               | 5           |
|                        |                    |             | 29.11.2023          | 14 Geiseln kommen gegen 30 Palästinenser frei                                                                                         |       | 105                  | 1               | 5           |
| Irena Tati             | /                  |             | 29.11.2023          | zwei weibliche Geiseln mit russischem Doppelpass kommen auf Bemühungen der russischen Regierung frei                                  | 73    | 106                  | 1               | 5           |
| Jelena Troufanov       | /                  |             | 29.11.2023          | zwei weibliche Geiseln mit russischem Doppelpass kommen auf Bemühungen der russischen Regierung frei                                  | 50    | 107                  | 1               | 5           |
|                        |                    |             | 30.11.2023          | 8 Geiseln kommen frei |       | 115                  | 1               | 5           |
| Sahar Baruch           | Israel             | †           | 08.12.2023          | Baruch ist bei einer Befreiungsaktion ums Leben gekommen                                                                              | 25    | 115                  | 1               | 6           |
| Elijahu Margalit       | Israel             | †           | Mitte Dezember 2023 | Leichnam von IDF im Gazastreifen gefunden                                                                                             | 75    | 115                  | 1               | 7           |
| Maja Goren             | Israel             | †           | Mitte Dezember 2023 | Leichnam von IDF im Gazastreifen gefunden                                                                                             | 56    | 115                  | 1               | 8           |
| Ronen Engel            | Israel             | †           | Mitte Dezember 2023 | Leichnam von IDF im Gazastreifen gefunden                                                                                             | 54    | 115                  | 1               | 9           |
| Arje Zalmanovitz       | Israel             | †           | Mitte Dezember 2023 | Leichnam von IDF im Gazastreifen gefunden                                                                                             | 85    | 115                  | 1               | 10          |
| Samer al-Talalka       | Israel             | †           | 13.12.2023          | versehentlich von IDF bei einer Befreiungsaktion getötet worden                                                                       | 22    | 115                  | 1               | 11          |
| Yotam Haim             | Israel             | †           | 13.12.2023          | versehentlich von IDF bei einer Befreiungsaktion getötet worden                                                                       | 28    | 115                  | 1               | 12          |
| Alon Lulu Shamriz      | Israel             | †           | 13.12.2023          | versehentlich von IDF bei einer Befreiungsaktion getötet worden                                                                       | 26    | 115                  | 1               | 13          |
| Inbar Hayman           |                    | †           | 16.12.2023          | laut IDF in Geiselhaft getötet worden                                                                                                 | 27    | 115                  | 1               | 14          |
| Gadi Haggai            | /                  | †           | 22.12.2023          | Haggai war bereits am 07.10.2023 getötet worden, sein Leichnam wurde erst Ende Dezember freigegeben                                   | 73    | 115                  | 1               | 15          |
|                        |                    | †           | Ende Dezember 2023  | Fund von fünf Leichen in den Tunnelsystemen                                                                                           |       | 115                  | 1               | 16          |
|                        |                    | †           | Ende Dezember 2023  | Fund von fünf Leichen in den Tunnelsystemen                                                                                           |       | 115                  | 1               | 17          |
|                        |                    | †           | Ende Dezember 2023  | Fund von fünf Leichen in den Tunnelsystemen                                                                                           |       | 115                  | 1               | 18          |
|                        |                    | †           | Ende Dezember 2023  | Fund von fünf Leichen in den Tunnelsystemen                                                                                           |       | 115                  | 1               | 19          |
|                        |                    | †           | Ende Dezember 2023  | Fund von fünf Leichen in den Tunnelsystemen                                                                                           |       | 115                  | 1               | 20          |
| Yossi Sharabi          | Israel             | †           | Anfang Januar 2024  | wahrscheinlich bei israelischem Luftschlag ums Leben gekommen                                                                         | 53    | 115                  | 1               | 21          |
| Itai Svirsky           | /                  | †           | Anfang Januar 2024  | wahrscheinlich von der Hamas erschossen worden                                                                                        | 38    | 115                  | 1               | 22          |
| Fernando Simon Marman  | /                  |             | 12.02.2024          | Befreiung durch Shayet 13, Shinbet und israelischer Polizei                                                                           | 60    | 115                  | 2               | 22          |
| Norberto Louis Har     | /                  |             | 12.02.2024          | Befreiung durch Shayet 13, Shinbet und israelischer Polizei                                                                           | 70    | 115                  | 3               | 22          |
| Yagev Buchshtab        | Israel             | †           | Februar 2024        | in Geiselhaft verstorben, Bergung des Leichnams am 20.08.2024                                                                         | 34    | 115                  | 3               | 23          |
| Amit Buskila           | Israel             | †           | 17.05.2024          | wahrscheinlich bereits am 07.10.2023 ermordet und Leichnam verschleppt                                                                | 27    | 115                  | 3               | 24          |
| Itzhak Gelerenter      | Israel             | †           | 17.05.2024          | wahrscheinlich bereits am 07.10.2023 ermordet und Leichnam verschleppt                                                                | 56    | 115                  | 3               | 25          |
| Ron Benjamin           | Israel             | †           | 18.05.2024          | wahrscheinlich bereits am 07.10.2023 ermordet und Leichnam verschleppt                                                                | 53    | 115                  | 3               | 26          |
| Michel Nisenbaum       | /                  | †           | 23.05.2024          | wahrscheinlich bereits am 07.10.2023 ermordet und Leichnam verschleppt                                                                | 59    | 115                  | 3               | 27          |
| Hanan Yablonka         | Israel             | †           | 23.05.2024          | wahrscheinlich bereits am 07.10.2023 ermordet und Leichnam verschleppt                                                                | 42    | 115                  | 3               | 28          |
| Orión Hernández Radoux | /                  | †           | 23.05.2024          | wahrscheinlich bereits am 07.10.2023 ermordet und Leichnam verschleppt                                                                | 30    | 115                  | 3               | 29          |
| Noa Argamani           | Israel             |             | 08.06.2024          | vom IDF befreit | 25    | 115                  | 4               |             |
| Almog Meir Jan         | Israel             |             | 08.06.2024          | vom IDF befreit | 21    | 115                  | 5               |             |
| Andrey Kozlov          | /                  |             | 08.06.2024          | vom IDF befreit | 27    | 115                  | 6               |             |
| Shlomi Ziv             | Israel             |             | 08.06.2024          | vom IDF befreit | 40    | 115                  | 7               |             |
| Alexander Dancyg       | /                  | †           | 20.08.2024          | Bergung des Leichnams, vorher bereits für tot erklärt                                                                                 | 75    | 115                  | 7               | 30          |
| Avraham Munder         | Israel             | †           | 20.08.2024          | Bergung des Leichnams, vorher bereits für tot erklärt                                                                                 | 78    | 1115                 | 7               | 31          |
| Yoram Metzger          | Israel             | †           | 20.08.2024          | Bergung des Leichnams, vorher bereits für tot erklärt                                                                                 | 80    | 115                  | 7               | 32          |
| Nadav Popplewell       | /                  | †           | 20.08.2024          | Bergung des Leichnams, vorher bereits für tot erklärt                                                                                 | 51    | 115                  | 7               | 33          |
| Haim Perry             | Israel             | †           | 20.08.2024          | Bergung des Leichnams, vorher bereits für tot erklärt                                                                                 | 79    | 115                  | 7               | 34          |
| Kaid Farhan Alkadi     | Israel             |             | 27.08.2024          | durch Israel befreit | 52    | 115                  | 8               | 34          |
| Hersh Goldberg-Polin   | /                  | †           | 31.08.2024          | von der Hamas erschossen kurz vor der etwaigen Befreiung durch Israel                                                                 | 23    | 115                  | 8               | 35          |
| Carmel Gat             | Israel             | †           | 31.08.2024          | von der Hamas erschossen kurz vor der etwaigen Befreiung durch Israel                                                                 | 39    | 115                  | 8               | 36          |
| Eden Yerushalmi        |                    | †           | 31.08.2024          | von der Hamas erschossen kurz vor der etwaigen Befreiung durch Israel                                                                 |       | 115                  | 8               | 37          |
| Almog Sarusi           | Israel             | †           | 31.08.2024          | von der Hamas erschossen kurz vor der etwaigen Befreiung durch Israel                                                                 | 26    | 115                  | 8               | 38          |
| Ori Danino             | Israel             | †           | 31.08.2024          | von der Hamas erschossen kurz vor der etwaigen Befreiung durch Israel                                                                 | 24    | 115                  | 8               | 39          |
| Alexander Lobanov      | /                  | †           | 31.08.2024          | von der Hamas erschossen kurz vor der etwaigen Befreiung durch Israel                                                                 | 32    | 115                  | 8               | 40          |
| Fawzia Amin Sido       | Irak               |             | Anfang Oktober 2024 | durch israelische Sicherheitskräfte befreit                                                                                           | 21    | 115                  | 9               | 40          |
| Youssef Ziyadne        | Israel             | †           | 08.01.2025          | vermutlich tot aufgefunden worden | 53    | 115                  | 9               | 41          |
| Hamza Ziyadne          | Israel             | †           | 08.01.2025          | vermutlich tot aufgefunden worden | 22    | 115                  | 9               | 42          |
| Romi Gonen             | Israel             |             | 19.01.2025          | im Tausch gegen palästinensische Häftlinge freigekommen                                                                               | 24    | 116                  | 9               | 42          |
| Doron Steinbrecher     | /                  |             | 19.01.2025          | im Tausch gegen palästinensische Häftlinge freigekommen                                                                               | 31    | 117                  | 9               | 42          |
| Emily Damari           | /                  |             | 19.01.2025          | im Tausch gegen palästinensische Häftlinge freigekommen                                                                               | 28    | 118                  | 9               | 42          |
| Daniella Gilboa        | Israel             |             | 25.01.2025          | im Tausch gegen palästinensische Häftlinge freigekommen                                                                               | 20    | 119                  | 9               | 42          |
| Naama Levy             | Israel             |             | 25.01.2025          | im Tausch gegen palästinensische Häftlinge freigekommen                                                                               | 20    | 120                  | 9               | 42          |
| Karina Ariev           | Israel             |             | 25.01.2025          | im Tausch gegen palästinensische Häftlinge freigekommen                                                                               |       | 121                  | 9               | 42          |
| Liri Albag             | Israel             |             | 25.01.2025          | im Tausch gegen palästinensische Häftlinge freigekommen                                                                               | 18    | 122                  | 9               | 42          |
| Agam Berger            | Israel             |             | 30.01.2025          | im Tausch gegen palästinensische Häftlinge freigekommen                                                                               | 20    | 123                  | 9               | 42          |
| Arbel Yehud            | Israel             |             | 30.01.2025          | im Tausch gegen palästinensische Häftlinge freigekommen                                                                               | 29    | 124                  | 9               | 42          |
| Gadi Moses             | /                  |             | 30.01.2025          | im Tausch gegen palästinensische Häftlinge freigekommen                                                                               | 80    | 125                  | 9               | 42          |
|                        | Thailand           |             | 30.01.2025          | Freilassung von fünf thailändischen Geiseln                                                                                           |       | 126                  | 9               | 42          |
| Keith Siegel           | /                  |             | 01.02.2025          | im Tausch gegen palästinensische Häftlinge freigekommen                                                                               | 65    | 127                  | 9               | 42          |
| Yarden Bibas           | Israel             |             | 01.02.2025          | im Tausch gegen palästinensische Häftlinge freigekommen                                                                               | 35    | 128                  | 9               | 42          |
| Ofer Kalderon          | /                  |             | 01.02.2025          | im Tausch gegen palästinensische Häftlinge freigekommen                                                                               | 54    | 129                  | 9               | 42          |
| Ohad Ben Ami           | /                  |             | 08.02.2025          | im Tausch gegen palästinensische Häftlinge freigekommen                                                                               | 56    | 130                  | 9               | 42          |
| Or Levy                | Israel             |             | 08.02.2025          | im Tausch gegen palästinensische Häftlinge freigekommen                                                                               | 34    | 131                  | 9               | 42          |
| Eli Scharabi           | Israel             |             | 08.02.2025          | im Tausch gegen palästinensische Häftlinge freigekommen                                                                               | 52    | 132                  | 9               | 42          |
| Alexander Trufanov     | Israel             |             | 15.02.2025          | im Tausch gegen palästinensische Häftlinge freigekommen                                                                               | 29    | 133                  | 9               | 42          |
| Sagui Dekel-Chen       | Israel             |             | 15.02.2025          | im Tausch gegen palästinensische Häftlinge freigekommen                                                                               | 36    | 134                  | 9               | 42          |
| Iair Horn              | Israel             |             | 15.02.2025          | im Tausch gegen palästinensische Häftlinge freigekommen                                                                               | 46    | 135                  | 9               | 42          |
| Oded Lifschitz         | Israel             | †           | 20.02.2025          | Leichnam im Tausch gegen palästinensische Häftlinge übergeben                                                                         | 83/84 | 135                  | 9               | 43          |
| Kfir Bibas             | /                  | †           | 20.02.2025          | Leichnam im Tausch gegen palästinensische Häftlinge übergeben                                                                         | 1     | 135                  | 9               | 44          |
| Ariel Bibas            | /                  | †           | 20.02.2025          | Leichnam im Tausch gegen palästinensische Häftlinge übergeben                                                                         | 4     | 135                  | 9               | 45          |
| Schiri Bibas           | /                  | †           | 21.02.2025          | Leichnam im Tausch gegen palästinensische Häftlinge übergeben                                                                         | 32    | 135                  | 9               | 46          |
| Avera Mengistu         | Israel             |             | 22.02.2025          | im Tausch gegen palästinensische Häftlinge freigekommen                                                                               | 36    | 136                  | 9               | 46          |
| Tal Schoham            | /                  |             | 22.02.2025          | im Tausch gegen palästinensische Häftlinge freigekommen                                                                               | 40    | 137                  | 9               | 46          |
| Omer Schem-Tov         | Israel             |             | 22.02.2025          | im Tausch gegen palästinensische Häftlinge freigekommen                                                                               | 22    | 138                  | 9               | 46          |
| Omer Wenkert           | Israel             |             | 22.02.2025          | im Tausch gegen palästinensische Häftlinge freigekommen                                                                               | 23    | 139                  | 9               | 46          |
| Elija Cohen            | Israel             |             | 22.02.2025          | im Tausch gegen palästinensische Häftlinge freigekommen                                                                               | 27    | 140                  | 9               | 46          |
| Gaza Hischam           | Israel             |             | 22.02.2025          | im Tausch gegen palästinensische Häftlinge freigekommen                                                                               | 39    | 141                  | 9               | 46          |
| Tsachi Idan            | Israel             | †           | 27.02.2025          | Leichnam im Tausch gegen palästinensische Häftlinge übergeben                                                                         |       | 141                  | 9               | 47          |
| Schlomo Mansur         | Israel             | †           | 27.02.2025          | Leichnam im Tausch gegen palästinensische Häftlinge übergeben                                                                         |       | 141                  | 9               | 48          |
| Ohad Jahalomi          | /                  | †           | 27.02.2025          | Leichnam im Tausch gegen palästinensische Häftlinge übergeben                                                                         |       | 141                  | 9               | 49          |
| Itzik Elgarat          | Israel             | †           | 27.02.2025          | Leichnam im Tausch gegen palästinensische Häftlinge übergeben                                                                         |       | 141                  | 9               | 50          |
| Edan Alexander         | /                  |             | 12.05.2025          | Nach Vermittlung durch USA freigekommen                                                                                               | 21    | 142                  | 9               | 50          |
|                        |                    |             |                     | 58 Geiseln befinden sich noch in der Hand der Hamas oder ihrer Verbündeten. Davon sind vermutlich 23 noch am Leben und 35 verstorben. |       |                      |                 |             |

## Misshandlungen und sexualisierte Gewalt
Vierzehn Geiseln, die im November 2023 im Austausch mit palästinensischen Häftlingen freikamen, mussten nach einem Bericht der britischen Tageszeitung The Guardian auch Wochen später noch intensiv psychiatrisch behandelt werden. Sie hätten schlimmste Misshandlungen und Traumata erlitten, teilte die Leiterin der Psychiatrie am Ichilov-Zentrum in Tel Aviv, Renana Eitan, mit. Von den Geiseln, die von ihrem Team behandelt würden, seien neun jünger als 18 Jahre sowie zwei Kinder unter zehn Jahren. Einige der Kinder seien während ihrer Gefangenschaft unter anderem mit Ketamin betäubt worden und litten unter schweren Entzugserscheinungen. Andere seien sexuell missbraucht worden oder hätten sexuellen Missbrauch mit ansehen müssen. Nach Eitans Bericht wurden zwei Frauen in 1 bis 1,5 Meter großen Käfigen gehalten. Laut der Kinderärztin und Direktorin vom Schneider Children's Medical Center of Israel Efrat Bron-Halev, die 19 minderjährige Geiseln im Alter von drei bis 17 Jahren seit ihrer Freilassung betreute, berichteten die meisten Jugendlichen von psychischer Gewalt. Die Geiselnehmer hätten Dinge gesagt wie: „Niemand will dich mehr. Du hast keine Familie mehr. Du wirst immer in Gaza bleiben. Es gibt kein Israel mehr.“ Sie mussten ganz still sein. Die ganz kleinen Kinder beschäftigen schreckliche Bilder. Noch zwei Monate nach der Befreiung hatten viele Kinder Albträume und Angstattacken. Etliche von ihnen hatten Familienmitglieder verloren oder Verwandte befanden sich noch in der Gewalt der Geiselnehmer.
Nach Angaben der Deutsch-Israelin Yarden Romann, die Ende November 2023 von der Hamas im Rahmen eines Abkommens mit der israelischen Regierung freigelassen worden war, hatten vor allem Frauen Ängste durchzustehen, vergewaltigt oder „Teil einer Reihe von Taten“ zu werden.
Die 21-jährige Mia Schem, eine französisch-israelische Staatsbürgerin, die am 7. Oktober vom Musikfestival Supernova gewaltsam nach Gaza verbracht worden war und im Zuge eines Deals zwischen Israel und der Hamas am 30. November freikam, schilderte ihre Erlebnisse israelischen TV-Sendern. Sie beschrieb die ersten Momente ihrer Entführung. Sie habe noch versucht, mit einem PKW zu entkommen, die Hamas-Miliz habe auf die Reifen geschossen und ein Hamas-Mitglied habe ihr aus nächster Nähe in den Arm geschossen, so dass sie ihre Hand verlor. Am Tag nach der Operation „in einer Art Operationssaal“ habe die Hamas Schem gezwungen, ein Propagandavideo zu drehen, das der Terrormiliz zur Veröffentlichung dienen sollte. Aufgrund des Traumas und des Schlafmangels hat sie nach Angaben ihrer Familie während ihrer achtwöchigen Geiselhaft eine Epilepsie entwickelt.
Laut Welt und Spiegel hat die 61-jährige Geisel Aviva Siegel bei ihrer Aussage in der Knesset unter anderem mitgeteilt, eine Frau sei derart verstört und außer sich von einem Toilettengang zurückgekehrt, dass sie davon ausging, es sei durch den begleitenden Wärter zu einem sexuellen Übergriff gekommen. Überdies sei sie Zeugin der Misshandlung einer Frau geworden, die von der Hamas offenbar für ein Mitglied der Israelische Verteidigungsstreitkräfte (IDF) gehalten wurde. Siegel erklärte, die Terroristen behandelten die gefangenen Mädchen wie Puppen, „mit denen sie machen können, was sie wollen“. Dem Spiegel zufolge gibt es „zahlreiche Berichte, in denen Zeugen Vergewaltigungen und Missbrauch im Zuge des Hamas-Überfalls schildern“. Auch die Times of Israel berichtete darüber und erwähnte die Tage zuvor freigelassene Agam Goldstein-Almog, die, selbst ein Teenager, ebenfalls von sexuellen Übergriffen auf Mädchen erzählte, deren schwere Verletzungen keine Wundversorgung erfuhren. Nach Angaben eines Arztes sind mindestens zehn freigelassene Geiseln beiderlei Geschlechts in der Gefangenschaft der Hamas sexuell missbraucht worden.
In einem Interview mit der Zeit berichteten Nili Margalit, die nach 55 Tagen Geiselhaft freikam, und Noam Peri, deren Vater von den Hamas-Terroristen seit dem 7. Oktober in den Tunneln von Gaza als Geisel gefangen gehalten wird. Margalit, die mit Peri zusammen im Kibbuz aufwuchs, schilderte die katastrophalen Zustände, unter denen vor allem ältere und kranke Menschen zu leiden hätten. Es fehle grundsätzlich an regelmäßiger Versorgung mit Medikamenten und dem Zugang zu nahrhaften Lebensmitteln. Es gebe keine Belüftung, und die Versorgung mit Sauerstoff sei oft knapp gewesen. Waschgelegenheiten habe es nur alle fünf bis zehn Tage gegeben, und nur mit kaltem Wasser in einem Waschbecken. Alle Geiseln würden auf Matratzen schlafen, und die wenigen Mahlzeiten müssten auf dem Boden eingenommen werden. Nili Margalit, die als Kinderkrankenschwester auf der pädiatrischen Intensivstation gearbeitet hatte, unterstützte während ihrer Gefangenschaft andere Geiseln, um deren Gesundheit unter den katastrophalen Bedingungen zu stützen. Sie forderte für chronisch kranke Menschen die regelmäßige Versorgung mit Medikamenten ein. Nach ihrer Freilassung erfuhr sie, dass ihr Vater von der Hamas ermordet wurde. Noam Peri setzt sich kontinuierlich für die Freilassung der restlichen Geiseln ein. Sie traf den Premierminister von Katar in Doha und US-Politiker: „Die Geiseln werden es nicht mehr lange dort aushalten. Wenn wir nicht alles tun, was in unserer Macht steht, werden wir alle dafür verantwortlich sein, was mit ihnen dann passiert.“ Auf dem Weltwirtschaftsforums in Davos setzten sich beide Frauen dafür ein, die internationale Gemeinschaft zum Handeln aufzufordern, um die 136 Geiseln, die seit mehr als 100 Tagen von der Hamas festgehalten wurden, zu befreien.
Amit Soussana, die aus dem Kibbuz Kfar Azza entführt wurde und nach 55 Tagen frei kam, beschrieb im März 2024 in einem Interview mit der New York Times, dass ein Entführer einen sexuellen Übergriff an ihr beging. Außerdem wurde sie gefoltert, indem man sie mit ihren zusammengebundenen Händen an einen Stock fesselte.
Nach einem im März 2024 veröffentlichten Bericht der UN-Sonderbeauftragten für sexualisierte Gewalt in Konflikten, Pramila Patten, gibt es „klare und überzeugende Informationen“, dass von der Hamas entführte Geiseln mit großer Wahrscheinlichkeit vergewaltigt wurden und dass „sexualisierte Gewalt weiter andauert gegen diejenigen, die noch festgehalten werden“.
Nach ihrer Freilassung im Januar 2025 berichtete die am 7. Oktober 2023 entführte Geisel Emily Damari, sie sei in einer UNRWA-Einrichtung gefangen gehalten worden. Obwohl sie bei dem Terrorangriff an der Hand und am Bein schwer verwundet worden war, verweigerte man ihr medizinische Hilfeleistungen. Damari verlor zwei Finger bei dem Angriff.

## Propagandavideos im Sommer 2025
Im Juli und August 2025 veröffentlichten die Hamas und die mit ihr verbündete Gruppe Islamischer Dschihad insgesamt drei Propagandavideos, in denen seit Oktober 2023 in Gaza festgehaltene Geiseln gezeigt werden.

### Rom Braslavski
Mit dem Einverständnis von Rom Braslavskis Familie, wurden am 28. Juli 2025 Auszüge in Form von Screenshots aus einem Video veröffentlicht, das zuvor von der Terrororganisation Islamischer Dschihad verbreitet worden war. In dem Video ist der deutsch-israelische Rom Braslavski stark abgemagert und körperlich geschwächt zu sehen. Er spricht über seine Situation und erklärt, weder gehen noch stehen zu können und dass er keinen ausreichenden Zugang zu Nahrung und Wasser habe. Laut dem Forum der Geiselfamilien hatte die Familie zunächst keine Freigabe zur Veröffentlichung oder inhaltlichen Wiedergabe des Videos erteilt. Zunächst wurde lediglich ein Standbild gezeigt, auf dem Braslavski weinend, stark abgemagert und blass zu sehen ist. Weitere Aufnahmen zeigen, wie er gezwungen wird, Videos über die humanitäre Lage im Gazastreifen anzusehen, darunter Bilder von hungernden Palästinensern. Die genauen Umstände der Videoaufnahme sind bislang unbekannt.
Rom Braslavski, 21 Jahre alt, stammt aus Pisgat Ze’ev in Jerusalem und arbeitete zum Zeitpunkt seiner Entführung während des Terrorangriffs am 7. Oktober 2023 als Sicherheitskraft beim Nova-Musikfestival. Zeugenaussagen zufolge blieb er nach Beginn des Angriffes in der Nähe, um anderen Festivalbesuchern zu helfen. Das nun veröffentlichte Material ist das dritte bekannte Video von Braslavski seit seiner Entführung. Zuvor war im April 2025 ein weiteres Video aufgetaucht. Sasha Troufaniv, der ebenfalls als Geisel gefangen genommen war, und im Zuge des zeitweiligen Waffenstillstands freikam, hatte berichtet, Braslavski während der gemeinsamen Gefangenschaft in Gaza kennengelernt zu haben.

### Evyatar David
Am 2. August 2025 veröffentlichte die Hamas ein rund fünfminütiges Propagandavideo von der israelischen Geisel Evyatar David. Die Familie stimmte der Veröffentlichung zu, um auf seinen kritischen Zustand aufmerksam zu machen. In dem Video ist der 24-Jährige stark abgemagert und erschöpft in einem engen unterirdischen Tunnel zu sehen, während er gezwungen wird, sein „eigenes Grab“ zu schaufeln. In dieser inszeniert wirkenden Szene gegen Ende des Clips sagt er: „Hier grabe ich mein eigenes Grab.“ Er erklärt, dass er von Tag zu Tag schwächer werde und glaube, dass dies seine letzte Ruhestätte sei. David zählt im Video detailliert auf, an welchen Tagen im Juli er nur geringe Mengen an Nahrung, wie Bohnen oder Linsen, beziehungsweise überhaupt nichts erhalten habe. Teilweise habe er zwei bis drei Tage in Folge überhaupt keine Nahrung bekommen. An einer Stelle des Videos richtet sich David direkt an den israelischen Premierminister Benjamin Netanjahu und erklärt: „Ich bin von Ihnen, mein Premier, völlig verlassen worden, von Ihnen, der sich um mich und all die anderen Gefangenen kümmern müsste.“ Die Hamas bezeichnet die entführten Personen in ihrer eigenen Darstellung regelmäßig als „Gefangene“.
Bereits im März 2025 war David in einem früheren Propagandavideo der Hamas zu sehen gewesen. In der Aufnahme filmten Hamas-Terroristen ihn und eine weitere israelische Geisel, Guy Gilboa-Dalal, wie sie aus der Distanz beobachten, wie andere Geiseln während einer Waffenruhe freigelassen wurden. Die Szene wurde ebenfalls als gezielte Machtdemonstration interpretiert, mit dem Ziel, die psychologische Belastung der verbleibenden Geiseln sowie den Druck auf deren Familien zu erhöhen.
Evyatar David wurde am 7. Oktober 2023 während des Terrorangriffs der Hamas und weiterer palästinensischer Gruppen auf das Nova-Musikfestival in Südisrael in den Gazastreifen verschleppt.

### Internationale Reaktionen
Die Veröffentlichung der Propagandavideos durch die Hamas und den Islamischen Dschihad im Sommer 2025 löste international Besorgnis und scharfe Verurteilungen aus. Bundeskanzler Friedrich Merz zeigte sich tief erschüttert: „Ich bin entsetzt über die Bilder von Evyatar David und Rom Braslavski“, erklärte Merz. „Die Hamas quält die Geiseln, terrorisiert Israel und benutzt die eigene Bevölkerung im Gazastreifen als Schutzschild.“
Frankreichs Präsident Emmanuel Macron schrieb auf der Plattform X: „Abscheuliche Grausamkeit, grenzenlose Unmenschlichkeit: Das ist es, was die Hamas verkörpert.“ Die sofortige Freilassung aller Geiseln sei „absolute Priorität und Gebot für Frankreich“. Benjamin Netanjahu sprach von einem "zynischen und abscheulichen" Vorgehen. Die EU-Außenbeauftragte Kaja Kallas erklärte, die Aufnahmen seien "erschreckend und offenbaren die Barbarei der Hamas".

## Verhandlungen über Waffenstillstand und Freilassungen der Geiseln
Die Hamas ließ am 21. Oktober 2023 zwei US-amerikanische Geiseln – eine Mutter und ihre Tochter – frei und übergab sie dem Roten Kreuz. Diese Freilassung erfolgte nach erfolgreichen Verhandlungen zwischen den USA und Katar mit der Hamas. Zwei weitere Frauen im Alter von 79 und 85 Jahren aus dem Kibbuz Nir Oz, der von der Hamas am 7. Oktober überfallen worden war, wurden aus „humanitären Gründen“ freigelassen. Ihre Ehemänner blieben in Gefangenschaft. Die Freilassung erfolgte nach Vermittlung durch Katar und Ägypten. Die Frauen wurden über den Grenzübergang Rafah vom Gazastreifen nach Ägypten gebracht und von dort in Krankenwagen nach Israel gebracht. Nach Medienberichten vom 29. Oktober bemühte sich die Regierung von Katar um die Freilassung weiterer Hamas-Geiseln.
Mitte November 2023 bestätigte der Nationale Sicherheitsberater der USA Sullivan, es würden Verhandlungen geführt, bei denen Katar beteiligt und die US-Regierung aktiv eingebunden sei. Der US-Regierung lägen keine genauen Zahlen der Geiseln vor. Es gebe nur eine Zahl von Vermissten. Unklar sei aber, wie viele von ihnen noch am Leben seien.
Der Kronprinz und Ministerpräsident von Bahrain, Salman bin Hamad Al-Chalifa, forderte Mitte November einen Austausch zwischen Israel und der Hamas und betonte die Forderung nach Freilassung israelischer Geiseln durch die Hamas, insbesondere von Frauen und Kindern. Im Gegenzug dazu sollte Israel weibliche und minderjährige palästinensische Häftlinge aus israelischen Gefängnissen entlassen.
Mit Stand 16. Dezember 2023 wurden nach israelischen Schätzungen noch 112 Geiseln im Gazastreifen festgehalten. Angehörige forderten, die Kämpfe zu stoppen und Verhandlungen zur Freilassungen der Geiseln wieder aufzunehmen.
Nach Angaben des Golfemirats Katar hat sich Anfang Januar 2024 die Kommunikation bezüglich der Verhandlungen über weitere Freilassungen von Geiseln mit der Hamas verschlechtert. Laut dem Ministerpräsidenten von Katar, Mohammed bin Abdulrahman Al Thani, ist der Tod eines hochrangigen Kommandeurs der Terrormiliz Hamas am 2. Januar 2024 in Beirut der Grund dafür. Die genauen Umstände sind bisher nicht geklärt.
Am 19. Januar 2025 trat das Waffenstillstandsabkommen zwischen Israel und der Hamas in Kraft, das am 15. Januar 2025 in Doha, der Hauptstadt des Emirats Katar, nach indirekt geführten Verhandlungen zwischen den Kriegsparteien abgeschlossen worden war. Das Abkommen umfasst zentrale Punkte wie die Freilassung von Geiseln und Häftlingen. Insgesamt sollen in der ersten Phase des Abkommens 33 Geiseln frei kommen, von denen allerdings nicht mehr alle am Leben sind. Es handelt sich um Kinder, Frauen, kranke und ältere Menschen. Im Gegenzug sollen Hunderte palästinensische Häftlinge, darunter verurteilte Terroristen, aus israelischen Gefängnissen entlassen werden. Zudem sollen mehr humanitäre Hilfsgüter nach Gaza gelangen, und Israels Militär soll sich aus dicht besiedelten Gebieten des Gazastreifens zurückziehen.

### Abkommen zwischen Israel und der Hamas

#### Freilassungen 2023
Am 21. November 2023 stimmte die israelische Regierung einem unter Vermittlung von Katar ausgehandelten Abkommen mit der Hamas zu. Die Vereinbarung beinhaltete eine viertägige Feuerpause und den Austausch von 150 palästinensischen Gefangenen gegen 50 Geiseln.
Das Kriegskabinett und das Sicherheitskabinett, bestehend aus Regierungsmitgliedern sowie Verantwortlichen der Armee und der Geheimdienste, gaben ihre Zustimmung. Der wachsende Druck, sowohl von den Familien der Geiseln als auch von der US-Regierung, führte zu diesem Abkommen zwischen Israel und der Hamas. Demnach sollte es zu einer viertägigen Feuerpause sowie zum Austausch von 50 Geiseln gegen 150 palästinensische Häftlinge kommen. Insgesamt sollten 100 Geiseln gegen 300 palästinensische Häftlinge ausgetauscht werden.
Am 24. November 2023 übergab die Hamas dem Roten Kreuz 24 Geiseln aus ihrer Gefangenschaft, darunter 13 Israelis, zehn Thailänder und einen philippinischen Staatsbürger. Unter den Geiseln befanden sich zwei Frauen und zwei Kinder mit deutscher Staatsbürgerschaft, die aus dem Kibbuz Nir Oz entführt worden waren. Die jüngste israelische Geisel war zehn Monate alt. Unter den frei gelassenen Geiseln war nach Angabe ihrer Familie auch Hanna Katzir, von der die Terrororganisation Islamischer Dschihad in Palästina behauptet hatte, sie sei umgekommen. In Krankenhäusern in der Nähe von Tel Aviv wurden sie mit ihren Familien vereint. Nach Auskunft der Direktorin des Schneider Children’s Medical Center waren vier Kinder, drei Mütter und eine Großmutter in guter körperlicher Verfassung. Fünf Geiseln wurden ins Wolfson Medical Center gebracht. Für die Freilassung der Geiseln entließ Israel 39 inhaftierte Palästinenser, darunter 24 Frauen und 15 Minderjährige.
Am späten Abend des 25. Novembers 2023 erfolgte die Übergabe einer zweiten Gruppe von Geiseln, die von der Terrormiliz Hamas in Gaza festgehalten wurden, an das Rote Kreuz. Die Gruppe setzte sich laut Angaben des israelischen Militärs aus 13 Israelis und vier thailändischen Staatsbürgern zusammen. Katar zufolge sollen unter den freigelassenen Israelis acht Minderjährige und fünf Frauen gewesen sein. Nach Angaben der Bundesregierung befinden sich unter den von der Hamas freigelassenen Geiseln vier Personen mit deutschem Pass, die eine doppelte Staatsbürgerschaft besitzen. Im Gegenzug sollten am Abend 39 palästinensische Gefangene aus israelischen Gefängnissen entlassen werden. Nach Angaben der Hamas sind unter ihnen sechs Frauen und 33 männliche Jugendliche unter 19 Jahren, welche laut dem israelischen Armeesprecher wegen terroristischer Straftaten verurteilt oder angeklagt worden waren. Das irisch-israelische Mädchen Emily Hand war nach dem Terrorangriff der Hamas am 7. Oktober für tot gehalten worden. Doch nach 50 Tagen in der Gefangenschaft war sie unter den freigelassenen Geiseln. Während ihrer Geiselhaft wurde sie neun Jahre alt.
Am 26. November 2023 erfolgte der dritte Austausch von zuvor von der Terrormiliz Hamas entführten Geiseln gegen in Israel inhaftierte palästinensische Häftlinge. Es handelte sich um 14 Israelis und drei Thailänder. Von den 14 Israelis hat ein Kleinkind auch einen US-amerikanischen Pass, ein Mann auch einen russischen Pass. Von diesem abgesehen waren unter den Israelis neun Kinder und vier Frauen. Im Gegenzug wurden 39 palästinensische Häftlinge aus israelischen Gefängnissen entlassen.
Die islamistische Hamas tauschte eine vierte Gruppe von Geiseln am 27. November 2023 gegen 33 weibliche und jugendliche palästinensische Häftlinge aus. Es handelte sich um 11 Israelis und 6 Thailänder. Von den 11 Israelis haben zwei auch einen deutschen, drei auch einen französischen und sechs auch einen argentinischen Pass.
Am 28. November 2023 wurde im Rahmen der Vereinbarung zur Feuerpause durch die islamistische Terrororganisation Hamas eine fünfte Gruppe von 10 israelischen Geiseln und zwei thailändischen Geiseln freigelassen. Im Austausch ließ Israel 30 palästinensische Gefangene frei. Laut der Agentur AFP sind alle Geiseln weiblich und eine Israeli hat einen deutschen Doppelpass.
Am 29. November 2023 ließ die islamistische Terrororganisation Hamas eine sechste Gruppe von 10 israelischen Geiseln frei, wobei es sich um 5 Frauen und 5 letzte verbliebene Jugendliche unter 18 Jahren handelt, sowie vier thailändische Geiseln. Die israelischen Geiseln kommen im Gegenzug zur Entlassung von 30 weiteren palästinensischen Häftlingen aus israelischen Gefängnissen frei. Zudem wurden zwei weibliche erwachsene Geiseln mit israelisch-russischem Doppelpass aufgrund Bemühungen der russischen Regierung freigelassen.
Am 30. November 2023 ließ die islamistische Terrororganisation Hamas als siebte Gruppe eine 17-jährige Minderjährige, sechs weitere erwachsene israelische Frauen und einen israelischen jungen Mann frei. Eine Israeli hat einen israelisch-französischen Doppelpass. Nach dem Auslaufen der Waffenruhe am 1. Dezember 2023 waren laut Angaben der israelischen Regierung 137 Personen immer noch Geiseln der Hamas, darunter 2 Kinder, 20 Frauen und 115 Männer.

#### 2024
Am 16. Januar 2024 einigte sich Israel mit der Hamas unter Vermittlung der Regierungen von Katar und Frankreich, dass die israelischen Geiseln im Gazastreifen mit insgesamt 60 Tonnen Arzneimitteln und anderen medizinische Gütern versorgt werden sollen. 45 Geiseln seien chronisch krank. Im Gegenzug seien Hilfslieferungen im Verhältnis 1 zu 1000 für die palästinensische Zivilbevölkerung im Kriegsgebiet vereinbart worden. Für jede Kiste für Geiseln in Hamas-Gewalt, sollten jeweils 1000 solcher Kisten an die Bevölkerung verteilt werden. Es wurden zu dem Zeitpunkt noch 136 Geiseln vermisst.

#### Freilassungen 2025
Am 19. Januar 2025 wurde bekannt, dass noch am Tag des Inkrafttretens des Waffenstillstandsabkommens zwischen Israel und der Hamas die Geiseln Doron Steinbrecher, Emily Damari und Romi Gonen aus der Geiselhaft der Terrororganisation Hamas freikommen sollten. Die Freilassung der drei Geiseln war für 15 Uhr geplant. Der Live-Ticker der Jerusalem Post und andere Medien, in Deutschland z. B. die Tagesschau, gaben am Nachmittag bekannt, dass alle drei an das Rote Kreuz übergeben worden waren, Live-Bilder waren im Fernsehen zu sehen. Am 19. Januar waren im Gazastreifen noch 94 seit dem 7. Oktober 2023 entführte Geiseln in Gefangenschaft. Es gibt keine gesicherten Angaben über den Gesundheitszustand der Geiseln. Unter den 33 Freizulassenden befanden sich Frauen, Kinder und Männer über 50 Jahre. Romi Gonen aus Nordisrael, 24 Jahre alt, besuchte am 7. Oktober 2023 das Open-Air-Festival Supernova. Beim Angriff durch die Terroristen versuchte sie mit dem Auto zu fliehen und erlitt dabei eine Schussverletzung an der Hand. Doron Steinbrecher ist 31 Jahre alt und besitzt die israelische und rumänische Staatsbürgerschaft. Sie wurde am Tag des Terrorangriffs aus ihrem Apartment im Kibbuz Kfar Aza entführt. Die Hamas veröffentlichte später ein Propagandavideo, in dem sie zu sehen war. Emily Damari, 28 Jahre alt, wurde im Kibbuz Kfar Aza geboren und lebte dort auch. Sie besitzt sowohl die britische als auch die israelische Staatsbürgerschaft.
Am Freitag, dem 24. Januar 2025 wurde berichtet, dass am folgenden Tag die Freilassung von vier Soldatinnen der israelischen Armee (IDF) geplant sei. Die vier Spähersoldatinnen: Daniella Gilboa, Naama Levy, Karina Ariev und Liri Albag waren beim Terrorangriffs der Hamas auf Israel am 7. Oktober 2023 von Terroristen aus einem Grenzüberwachungszentrum der israelischen Armee nahe dem Kibbuz Nahal Oz in den Gazastreifen entführt und von der Terrororganisation Hamas in Geiselhaft genommen worden. Am Samstag, dem 25. Januar 2025, wurden alle vier an das Rote Kreuz übergeben und konnten nach Israel zurückkehren. Laut den Vereinbarungen des Waffenstillstandsabkommens hätte noch eine Zivilistin freigelassen werden sollen. Diese wird Medienberichten zufolge jedoch weiterhin von der mit der Hamas verbündeten Terrororganisation Islamischer Dschihad in Palästina gefangen gehalten. Zum Zeitpunkt ihrer Entführung war Daniella Gilboa, die aus Zentralisrael stammt, 20 Jahre alt und verfolgte eine Karriere als Konzertpianistin. Naama Levy, ebenfalls 20 Jahre alt, stammte aus einer Stadt nördlich von Tel Aviv und war Triathletin. Liri Albag, zum Zeitpunkt ihrer Entführung 18 Jahre alt, wollte Architektin werden.
Die Hamas inszenierte die Freilassung der vier Soldatinnen, indem sie diese in Gaza-Stadt unter Zwang auf einer Bühne vorführte. Die Bühne zeigte gedruckte Banner mit Aufschriften wie „Palästina – der Sieg des unterdrückten Volkes vs. den Nazi-Zionismus“ und „Zionismus wird nicht siegen“. Während sie am 7. Oktober 2023 in Zivilkleidung entführt worden waren, trugen sie nun unbekannte Uniformen, die sie als Soldatinnen kennzeichnen sollten. Von der Bühne mussten sie winken. Dies nutzten die Frauen, um ein Zeichen der Stärke auszusenden; eine der Frauen formte das Victory-Symbol. Des Weiteren fertigte die Hamas bei jeder Geiselübergabe „Freilassungsbescheide“ für jede Geisel an, die sie von Mitarbeitenden des Roten Kreuzes vor laufenden Kameras unterschreiben ließ. Erst dann wurden die Geiseln übergeben. Jede freigelassene Geisel erhielt bisher „Geschenktüten“ von der Terrorgruppe. Emily Damari, Romi Gonen und Doron Steinbrecher berichteten, dass sich darin „Andenken“ aus der Gefangenschaft in Form von Fotos und eine Karte von Gaza befanden. Israel entließ für die vier Soldatinnen etwa 200 inhaftierte Palästinenser.
Israel warf der Hamas einen Verstoß gegen das Abkommen vor, da die Hamas nicht – wie vereinbart – zuerst Zivilisten freiließ. Die Zivilistin, die noch in Gefangenschaft des Palästinensischen Islamischen Dschihads ist, besitzt die israelische sowie die deutsche Staatsbürgerschaft und soll gemeinsam mit zwei weiteren Geiseln bis Freitag, den 31. Januar, freigelassen werden. Dies teilten ein Sprecher des Außenministeriums in Doha sowie das Büro des israelischen Premierministers Benjamin Netanjahu mit. Im Gegenzug ist die Freilassung von 30 palästinensischen Häftlingen aus israelischer Haft vorgesehen.
Laut Angaben Katars und Israels sollen am 1. Februar zusätzlich noch drei weitere Geiseln freigelassen werden.
Nach Angaben der israelischen Regierung sind von den 33 Geiseln, die während des vereinbarten Waffenruheabkommens freigelassen werden sollten, acht nicht mehr am Leben. Ein weiterer Teil der Vereinbarung umfasst eine Auflistung aller Geiseln. Diese Liste wurde nach langen Verhandlungen an Israel übergeben, enthält jedoch keine Informationen über den Zustand der einzelnen Personen. Die Namen der Geiseln, ob tot oder lebendig, wurden bisher nicht veröffentlicht. Die Angehörigen der getöteten Geiseln seien informiert wurden. Die zuletzt freigelassenen sieben weiblichen Geiseln befinden sich nach Angaben eines israelischen Militärarztes in schlechter körperlicher und psychischer Verfassung.
Verschiedene Medien berichteten, dass eine weitere Freilassung von Geiseln am Donnerstag, den 30. Januar, erfolgen soll. Dies ging aus Verhandlungen zwischen Israel und der Hamas hervor. Eine der Bedingungen beinhaltet die Freilassung der deutsch-israelischen Geisel Arbel Yehud, im Austausch gegen die Rückkehr vertriebener Palästinenser in die nördlichen Gebiete des Gazastreifens, die am 28. Januar umgesetzt wurde. In einem von der Terrorgruppierung Palästinensischer Islamischer Dschihad aufgezeichneten Propagandavideo ist Yehud zu sehen, wie sie ihrer Familie versicherte, dass es ihr gut gehe und sie bald freikommen werde. Ihre Freilassung war ursprünglich für den 25. Januar geplant, wurde jedoch für den 30. Januar verschoben. Das Auswärtige Amt stellte bisher keinen Bezug zur deutschen Staatsangehörigkeit Arbel Yehuds her. Eine Sprecherin der Angehörigen teilte dem Tagesspiegel mit, dass Yehud eine Nachfahrin von NS-Verfolgten sei.
In der dritten Phase des Waffenruheabkommens wurden insgesamt acht Geiseln, die sich in der Gewalt der islamistischen Gruppierungen Hamas und Islamischer Dschihad befanden, in Chan Junis im südlichen Gebiet des Gazastreifens an das Rote Kreuz übergeben. Von den drei israelischen Geisel haben zwei auch die deutsche Staatsbürgerschaft: Gadi Moses und Arbel Yehud. Fünf thailändische Gastarbeiter – Thenna Pongsak, Sathian Suwannakham, Sriaoun Watchara, Seathao Bannawat und Rumnao Surasak – wurden im Rahmen einer gesonderten Vereinbarung freigelassen. Am Vormittag des 30. Januars wurde Agam Berger als Erste freigelassen. Die Soldatin war gemeinsam mit vier Späherinnen der israelischen Armee, die bereits am vergangenen Samstag freigekommen waren, von einem Militärstützpunkt in Nahal Oz entführt worden. Am Mittag folgte die Übergabe der beiden weiteren Israelis sowie der fünf thailändischen Geiseln. Die Übergaben fanden in Dschabalija im Norden und Chan Junis im Süden des Gazastreifens statt. Anschließend übernahm das Internationale Rote Kreuz die Geiseln, bevor sie von israelischen Spezialeinheiten nach Israel gebracht wurden.
Die Übergabe der Geiseln war Medienberichten zufolge von bedrohlichen Szenen und Einschüchterungsversuchen durch die Hamas geprägt. Die Geiseln wurden in Chan Junis von schwer bewaffneten, vermummten Kämpfern der militanten Palästinenserorganisation Islamischer Dschihad durch eine dichte Menschenmenge zu den Fahrzeugen des Roten Kreuzes gebracht. Dabei wurden sie körperlich bedrängt und eingeschüchtert. Moses und Yehud wurden von der Terrorgruppe Islamischer Dschihad festgehalten, während die anderen Geiseln von der Hamas gefangen genommen wurden. In der Live-TV-Übertragung der Geiselübergabe an das Rote Kreuz war zu sehen, dass alle Geiseln in Chan Junis einer schreienden und stark bewaffneten Menschenmenge ausgesetzt waren. Dieses Vorgehen wurde von mehreren Beobachtern sowie der israelischen Regierung stark kritisiert. Es wurden Sicherheitsbedenken durch israelische Fernsehkommentatoren geäußert. Israels Premierminister bezeichnete die „schockierenden Szenen“ als Beleg für die Grausamkeit der Islamisten. Auch der deutsche Botschafter Steffen Seibert kritisierte den Umgang mit den Geiseln. Infolgedessen wurde die geplante Freilassung palästinensischer Gefangener zunächst gestoppt. Nach Rücksprache mit Vermittlern, um künftige Geiselfreilassungen unter besseren Sicherheitsbedingungen zu organisieren, wurde die Freilassung fortgesetzt.
Agam Berger (20) wurde während des Terrorangriffs am 7. Oktober 2023 von Hamas-Terroristen vom Posten Nahal Oz entführt. Auf Videoaufnahmen, die während ihrer Entführung entstanden, ist zu sehen, wie Berger blutend und im Schlafanzug bekleidet schwere Gewalt erlitten haben musste. Während ihrer Freilassung in Dschabalija war Berger in einem Kampfanzug gekleidet und wurde von Hamas-Kämpfern allein auf eine Bühne gezwungen und der Menge vorgeführt. Sie wurde aufgefordert, der Menschenmenge zuzuwinken, während sie die ganze Zeit von ihren Geiselnehmern gefilmt wurde. Berger erhielt von den Terroristen eine Tüte mit „Andenken“ an die Geiselhaft sowie eine in einem goldumrahmten Bilderrahmen gefasste „Freilassungsurkunde“.
Gadi Moses war zum Zeitpunkt seiner Freilassung 80 Jahre alt und besaß die deutsche sowie die israelische Staatsbürgerschaft. Er wurde am 7. Oktober 2023 von Terroristen im Kibbuz Nir Oz zusammen mit seiner Frau entführt. Moses war an der Gründung des Kibbuz beteiligt und arbeitete als Agronom. Seine Frau wurde bei einem Schusswechsel zwischen Terroristen und der israelischen Armee im Gazastreifen getötet.
Arbel Yehud (29) sollte als Zivilistin ursprünglich während der zweiten Übergabe freigelassen werden. Sie wurde, ebenso wie Gadi Moses, von der Terrorgruppe Islamischer Dschihad gefangen gehalten. Gemeinsam mit ihrem Freund wurde sie am 7. Oktober 2023 aus ihrem Haus im Kibbuz Nir Oz entführt. Ihr Freund befindet sich weiterhin in Geiselhaft. Ihr Bruder, der in ihrer Nähe lebte, wurde während des Terrorangriffs ermordet. Yehud berichtete nach ihrer Freilassung, dass sie während ihrer gesamten Gefangenschaft allein in Tunneln untergebracht war und keinen ausreichenden Zugang zu Nahrung hatte.
Erst während der Übergabe an das Rote Kreuz wurden die Namen der fünf thailändischen Geiseln bekannt, deren Freilassung nicht Teil des Waffenstillstandsabkommens zwischen Israel und der Hamas war. Zwischen der Hamas und der thailändischen Regierung gab es eigene Vereinbarungen.
Die Geiseln, die ab Mittag freigelassen wurden, wurden in Chan Junis im Süden des Gazastreifens übergeben. Dies geschah vor den Überresten des Hauses, in dem der im Oktober des vergangenen Jahres von israelischen Soldaten getötete Hamas-Militärchef Jahja Sinwar lebte.
Im Austausch für die drei israelischen Geiseln ließ Israel mehr als 100 palästinensische Häftlinge aus israelischen Gefängnissen frei, darunter über 30, die zu lebenslangen Haftstrafen verurteilt wurden. Für die fünf thailändischen Geiseln gibt es keine Freilassungen von palästinensischen Häftlingen.
Am 1. Februar 2025 wurden die Geiseln Keith Siegel, Yarden Bibas und Ofer Kalderon frei gelassen. Im Gegenzug sollten 180 Palästinenser aus der Haft in Israel entlassen werden, darunter neun zu lebenslangen Freiheitsstrafen verurteilte Gefangene. Das Schicksal der Familie von Bibas, dessen Frau und zwei Söhne ebenfalls von der Hamas entführt wurden, war zu diesem Zeitpunkt noch unbekannt. Seine Freilassung erfolgte in Chan Junis, wo er von den Geiselnehmern gezwungen wurde, auf einer Bühne zu winken.
Drei weitere Geiseln, Ohad Ben Ami, Or Levy und Eli Scharabi, wurden von der Hamas am 8. Februar 2025 im Gazastreifen an Vertreter des Roten Kreuzes übergeben. Zuvor mussten sich die deutlich abgemagerten und bleichen Geiseln nach Angaben von israelischen Medien in einem von der Hamas choreographierten Auftritt für die „Fürsorge“ während ihrer Geiselhaft bedanken. Der 56 Jahre alte Deutsch-Israeli Ohad Ben Ami wurde aus dem Kibbuz Beeri verschleppt. Der 34-jährige Or Levy hatte mit seiner Frau das Nova-Musikfestival nahe der Grenze zum Gazastreifen besucht. Dort wurde Levys Frau getötet, er verschleppt. Ihr kleiner Sohn überlebte, da er bei seinen Großeltern war. Während des Massakers der Hamas wurden die Frau und die zwei Töchter des 52 Jahre alten Eli Scharabi ermordet, die Leiche seines Bruders wird im Gazastreifen zurückgehalten. Im Gegenzug für die Freilassung sollten 183 Palästinenser im Alter von 20 bis 61 Jahren aus israelischer Haft freikommen, darunter 18 Männer, die wegen tödlicher Angriffe auf Israelis zu lebenslanger Haft verurteilt worden waren, 54, die lange Haftstrafen verbüßten, und 111, die nach dem Angriff vom 7. Oktober inhaftiert worden, aber nicht wegen eines Verbrechens verurteilt worden waren.
Die Direktorin des Scheba-Krankenhauses teilte mit, dass der Gesundheitszustand von Or Levy und Eli Scharabi schlecht sei und dass die gesundheitliche Verfassung der zurückkehrenden Geiseln generell kritisch sei. So sei bei dem Deutsch-Israeli Ohad Ben Ami ein „ernster Ernährungszustand“ festgestellt worden, da er während der Geiselhaft körperlich enorm abgebaut habe. Nach israelischen Medienberichten war einer der Männer während seiner Haft angekettet und fast die gesamte Zeit in einem dunklen Tunnel untergebracht, in dem er weder gerade stehen noch gehen konnte.
Die Übergaben der Geiseln durch die Terrorgruppen werden international heftig kritisiert. Die deutsche Außenministerin Annalena Baerbock und der britische Premierminister Keir Starmer nutzten dazu ihre Social-Media-Kanäle. Baerbock meinte, es sei „unerträglich, dass die Hamas die drei Männer auch im letzten Moment noch einmal öffentlich vorführt“. Viele der palästinensischen Häftlinge, die im Rahmen der Waffenruhe aus israelischen Gefängnissen entlassen wurden, wirkten ebenfalls abgemagert und blass und berichteten von Misshandlungen in israelischer Haft.
Am 15. Februar 2025 wurden drei weitere Geiseln von der Hamas freigelassen. Es handelt sich um den 29-jährigen Alexander Trufanov, den 36-jährigen Sagui Dekel-Chen und den 46-jährigen Iair Horn. Nachdem sie wie die anderen Geiseln zuvor von bewaffneten und maskierten Männern auf eine Bühne mit dem Logo der Al-Kassam-Brigaden, dem bewaffneten Arm der Hamas, und mehreren Propaganda-Botschaften in arabischer, englischer und hebräischer Sprache gezwungen worden waren, wurden sie im Gazastreifen der israelischen Armee übergeben. Im Gegenzug verpflichtete sich Israel zur Freilassung von 369 inhaftierten Palästinensern, von denen 36 zu lebenslanger Haft verurteilt waren. Die drei Männer berichteten, dass sie Folter, Isolation und fehlende medizinische Versorgung durch die Hamas erlebten. Sagui Dekel-Chen soll laut dem Fernsehsender Kanal 12 Narben von Folterungen aufweisen. Die Männer sind stark abgemagert und wurden vermutlich die gesamte Zeit in Tunneln in Chan Junis im Süden des Gazastreifens festgehalten.
Die Leichen von vier Geiseln, die während der Geiselhaft verstorben sind, wurden am 20. Februar 2025 in Chan Junis übergeben. Es handelte sich um einen älteren Mann, eine Frau und zwei kleine Kinder. Israel will nun die Identität der Leichen prüfen. Bei dem Mann soll es sich um den Journalisten und Friedensaktivisten Oded Lifschitz handeln, bei der Frau und den Kindern um die Ehefrau und Kinder des zuletzt freigekommenen Yarden Bibas. Schiri, Ariel und Kfir Bibas besaßen auch die deutsche Staatsbürgerschaft. Die Särge der Verstorbenen wurden auf einer Bühne aufgebaut, die mit einem großen Propagandaplakat versehen war. Auf diesem wurde Israels Ministerpräsident Benjamin Netanjahu als Vampir abgebildet, mit den Bildern der getöteten Geiseln. Umringt war die Bühne von jubelnden Schaulustigen und bewaffneten und maskierten Mitgliedern der Hamas. Nach der Übergabe der Särge wurden diese von Mitarbeitern des Roten Kreuzes mit weißen Tüchern abgedeckt, um die angebrachten Propagandapamphlete zu überdecken. Die Identität von Oded Lifschitz und der Kinder Ariel und Kfir Bibas konnten durch die forensische Untersuchung bestätigt werden, jedoch handelt es sich bei der Frau nicht um die Mutter der Kinder Schiri Bibas. Die Leiche von Schiri Bibas wurde einen Tag später, am Freitag, den 21. Februar 2025, an die Israelis übergeben. Dabei wurde dann auf das propagandistische Bühnenspektakel verzichtet.
Am 22. Februar 2025 wurden sechs Geiseln an drei Orten im Gazastreifen von der Hamas freigelassen. Der bereits seit längerer Zeit von der Hamas als Geisel festgehaltene 36 Jahre alte Avera Mengistu wurde mit dem am 7. Oktober 2023 verschleppten 40 Jahre altem Tal Schoham, der auch die österreichische Staatsbürgerschaft besitzt, am Morgen in Rafah dem Roten Kreuz übergeben. Später wurden im Flüchtlingsviertel Nuseirat drei junge Männer freigelassen, die ebenfalls im Oktober 2023 aus Israel entführt worden waren. Dabei handelte es sich um Omer Schem-Tov, 22 Jahre alt, Omer Wenkert, 23 Jahre alt, und Elija Cohen, 27 Jahre alt. Zuletzt wurde in Gaza Hischam al-Sajid, 39 Jahre alt, der fast zehn Jahre zuvor auf eigene Faust in den Gazastreifen gelangt und seither dort festgehalten worden war, dem Roten Kreuz übergeben. Bei der Geiselfreilassung von Hischam al-Sajid wurde auf die Fernsehübertragung und Bühnenpropaganda verzichtet, da es sich bei ihm um einen israelischen Araber handelt. Die beiden von der Hamas über lange Zeit festgehaltenen Geiseln Avera Mengistu und Hischam al-Sajid sollen unter psychischen Krankheiten leiden. Im Gegenzug war vereinbart, dass Israel insgesamt 602 inhaftierte Palästinenser freilassen soll, darunter 50 Personen, die zu lebenslangen Haftstrafen verurteilt worden waren. Israel setzte als Reaktion auf die erneuten demütigenden Inszenierungen bei den Geiselübergaben durch die Hamas die Freilassung der palästinensischen Häftlinge aus und machte diese von einer humanen Übergabe der Geiseln abhängig. Nicht nur wurden erneut die Geiseln gezwungen, von einer Bühne zu winken und zu lächeln, sondern zusätzlich wurden, wie in einem Propaganda-Video zu sehen war, zwei weitere israelische Geiseln gezwungen, von einem Fahrzeug aus die Freilassung ihrer Landsleute in Nuseirat aus nächster Nähe mitanzusehen, während sie selbst weiter in der Gewalt der Terrororganisation verbleiben mussten.
Die Leichen von vier israelischen Männern im Alter zwischen 50 und 86 Jahren wurden von der Hamas dem Roten Kreuz am 27. Februar 2025 übergeben. Drei der Männer waren am 7. Oktober 2023 aus zwei Kibbuzim nahe der Gaza-Grenze entführt worden, der vierte Mann war an jenem Tag getötet worden und seine Leiche wurde nach Gaza verschleppt. Bei der Übergabe verzichtete die Hamas auf die bislang übliche Inszenierung. Bei den vier Männern handelte es sich um Ohad Jahalomi und Itzik Elgarat aus dem Kibbuz Nir Oz sowie um Tsachi Idan und Schlomo Mansur.
Anfang März 2025 hielt die Hamas nach Angaben der israelischen Regierung noch 24 männliche erwachsene Geiseln sowie 35 Leichen von Verschleppten im Gazastreifen fest.
Am 11. Mai 2025 wurde mit Edan Alexander eine weitere Geisel freigelassen.
Am 21. Mai 2025 erklärte die israelische Regierung, dass noch 20 lebende Geiseln der Hamas im Gazastreifen seien.
In der Nacht zum 5. Juni 2025 barg Israels Militär die beiden Leichname der Geiseln von Gadi Chagai und Judy Weinstein Chagai. Am 7. Juni 2025 wurde bekanntgegeben, dass auch der Leichnam der thailändischen Geisel Pinta Nattapong geborgen wurde.
Am 22. Juni 2025 wurde bekanntgegeben, dass die Leichname der Geiseln Ofra Keidar, Yonatan Samerano und Shay Levinson vom israelischen Militär geborgen wurden. Damit verblieben zu diesem Zeitpunkt nach israelischen Angaben noch 20 als lebend geltende Geiseln sowie die Leichname von 30 weiteren Geiseln im Gazastreifen.

## Strafverfolgung
In Deutschland leitete nach Medienberichten der Generalbundesanwalt ein Ermittlungsverfahren gegen noch unbekannte Mitglieder der Terrororganisation Hamas ein. Gegenstand der Ermittlungen ist u. a. Geiselnahme zu Lasten deutscher Staatsangehöriger. Ein Offener Brief von israelischen und internationalen Rechtswissenschaftlern und Rechtswissenschaftlerinnen, vorwiegend mit dem Schwerpunkt Völkerrecht, stufte das absichtliche Töten von hunderten Zivilisten und die Geiselnahme von mindestens mehreren Dutzend weiterer Zivilisten in den Gaza-Streifen als eine grobe Verletzung der Menschenrechte und des humanitären Völkerrechts, als Kriegsverbrechen und Verbrechen gegen die Menschlichkeit ein.
Wegen sexualisierter Gewalt gegen Shani Louk erstattete die israelische Anwältin Yael Vias Gvirsman Anzeige bei französischen und deutschen Gerichten sowie dem Internationalen Strafgerichtshof. Die Angehörigen von Shani Louk gehören zu den 56 Familien von Opfern und Geiseln, die sie vertritt.
Die israelische Anwältin und Menschenrechtsaktivistin Nitsana Darshan-Leitner reichte Anfang November 2023 Beschwerde beim Internationalen Strafgerichtshof in Den Haag ein. Die Beschwerde richtete sich gegen militärische und politische Befehlshaber der Hamas und des Islamischen Dschihad in Palästina. Sie forderte einen internationalen Haftbefehl gegen die Beschuldigten. Im Zusammenhang mit dem Massaker gingen mindestens drei Beschwerden beim Strafgerichtshof ein, eine im Namen von 24 Familien der 240 Geiseln und eine von Angehörigen getöteter Festivalbesucherinnen. In Deutschland leitete der Generalbundesanwalt Ermittlungen im Fall der deutsch-israelischen Staatsbürgerin Shani Louk ein. Die Strafanzeige beruht auf dem in Deutschland verankerten Weltrechtsprinzip, das die Verfolgung schwerster Verbrechen ermöglicht, selbst wenn sie in anderen Ländern begangen wurden.

## Betroffenenorganisationen
Innerhalb 24 Stunden nach dem Terrorangriff durch die Hamas bildete sich ein internationales Netzwerk mit dem Namen Hostages and Missing Families Forum (deutsch: Forum für die Familien der Geiseln). Diese Betroffenenorganisation hat ihren Hauptsitz in Tel Aviv und besteht aus etwa 2000 Freiwilligen. Das Forum bietet unter anderem rechtliche und psychologische Unterstützung an.

## Symbolische Handlungen und Proteste

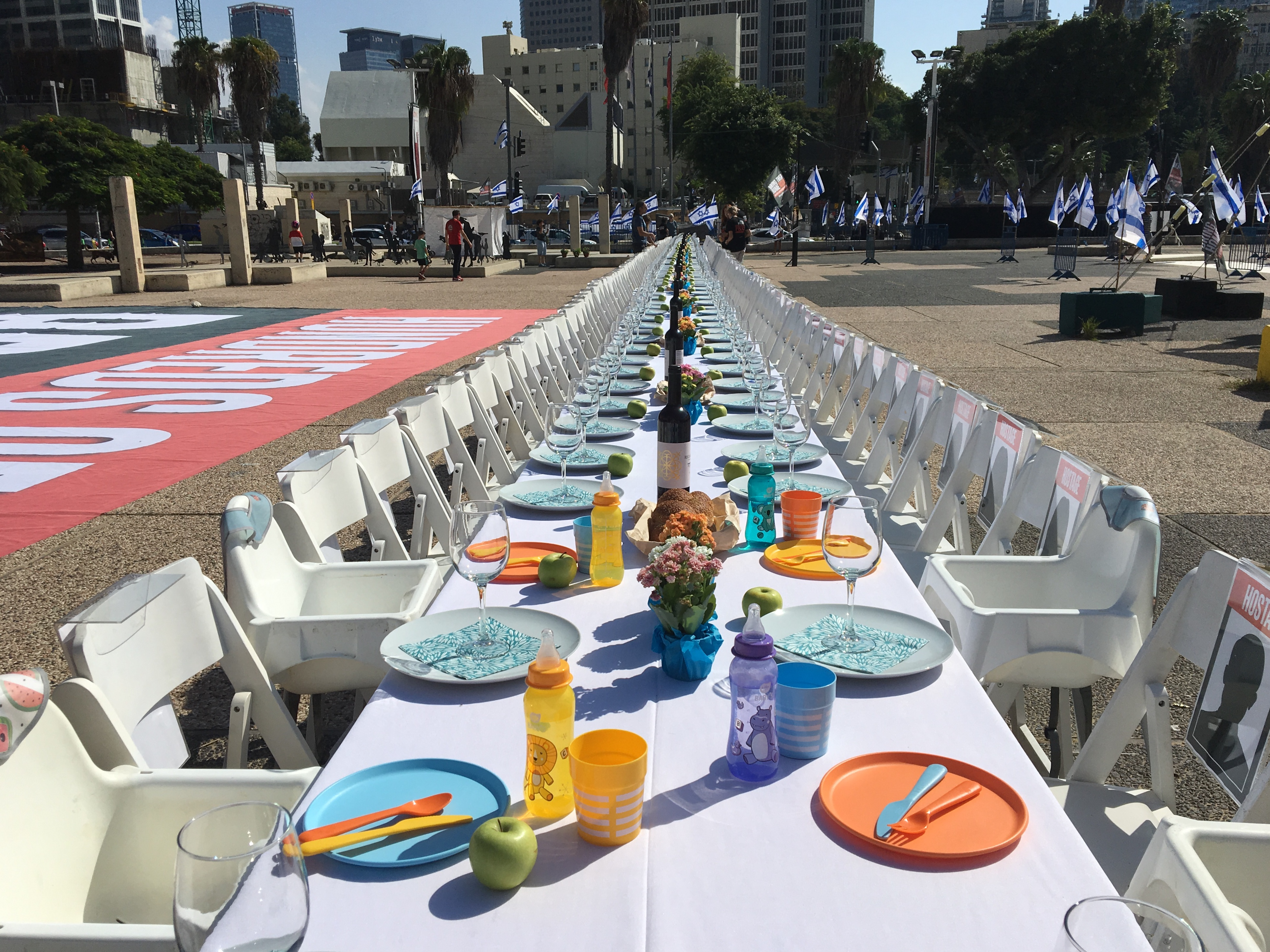
Ein für Schabbat gedeckter Tisch auf dem Platz des Kunstmuseums in Tel Aviv mit mehr als 200 leeren Sitzen, die für die Geiseln und Vermissten im Gazastreifen stehen

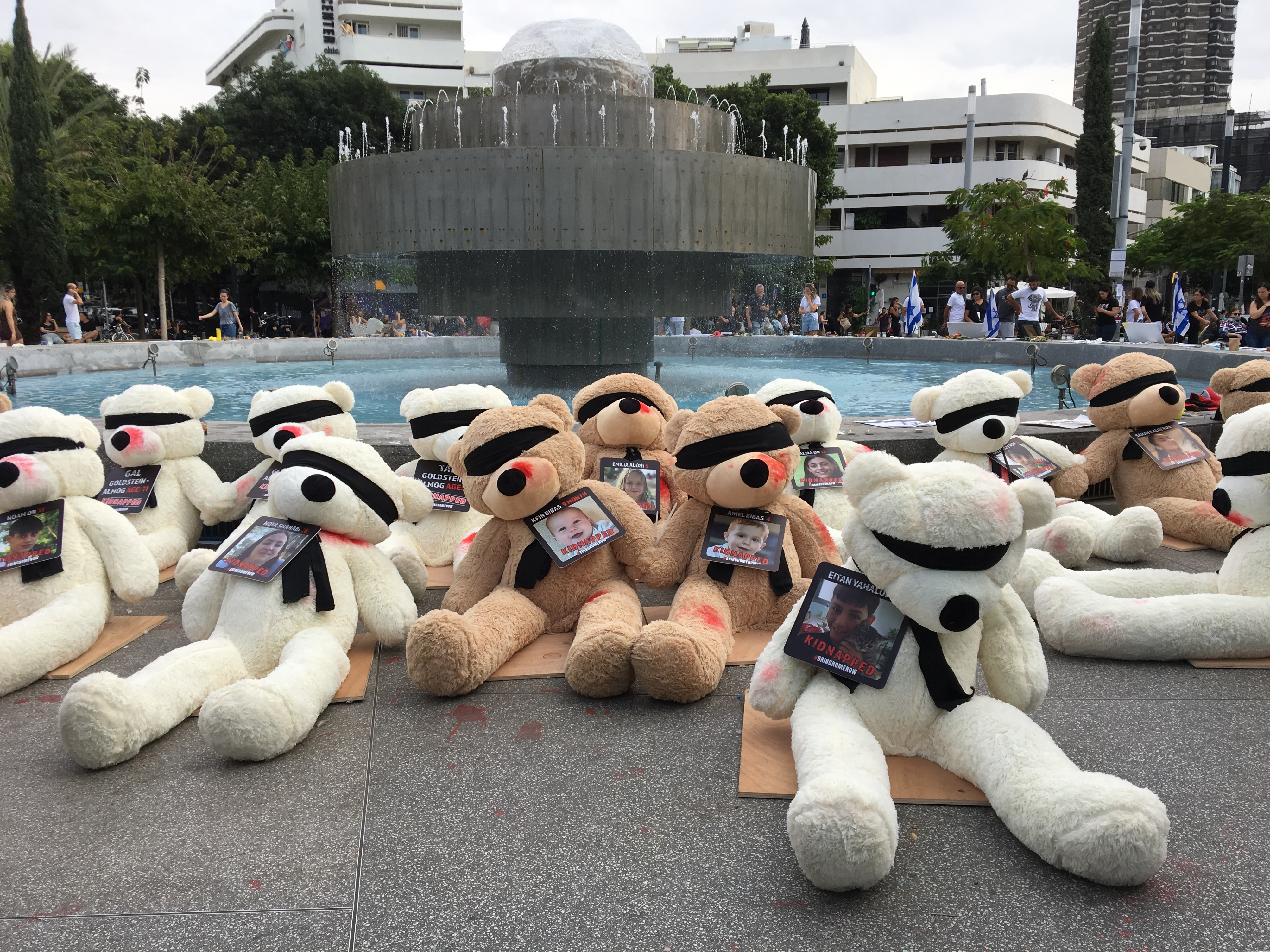
Teddybären erinnern an die Kinder, die von Hamas-Terroristen entführt wurden

In Tel Aviv wurde symbolisch an die von der Hamas entführten Geiseln erinnert. Auf dem Platz vor dem Tel Aviv Museum of Art wurde ein Tisch für 200 Personen gedeckt, um Schabbat zu feiern. Auch in deutschen Städten (Berlin, München, Frankfurt, Düsseldorf) sowie in Österreich (Wien) und in der Schweiz (Zürich, Bern) erinnerten öffentliche Schabbat-Tafeln an die Geiseln.
Auf dem Safra-Platz von Jerusalem baute die Organisation Bring Them Home Now in Zusammenarbeit mit israelischen Kunstschaffenden die Installation Empty Beds auf mit mehr als 230 leeren Betten, Pyjamas und Nachttischen, auf denen Bilderbücher liegen. Yifat Gurion, die Kuratorin einer jährlichen Kunstmesse, initiierte die Kunstaktion „This is us“, die ein Zeichen der Hoffnung setzen soll. 150 Künstler und Künstlerinnen schufen vor dem Tel Aviv Museum of Art nach Fotovorlagen Gemälde der Geiseln.
Vor einem Brunnen in Tel Aviv (Dizengoff Square) wurde eine Installation mit Stofftieren in Form von Teddybären mit verbundenen Augen und roter Farbe initiiert. An jedem Teddybären ist ein Foto eines entführten Kindes angebracht.
Die in New York lebenden israelischen Streetart-Künstler Nitzan Mintz und Dede Bandaid initiierten die Plakataktion „Kidnapped“ und entwarfen nach dem Vorbild der «Missed» Plakate in den USA Poster in verschiedenen Sprachen mit Fotos der Entführten, die Familien und Angehörige in verschiedenen Städten weltweit verteilten und bei Solidaritätsaktionen unter dem Motto „Bring them home“ (Bringt sie nach Hause) mitführten. Viele der Poster wurden wieder abgerissen. Studierende der Harvard University hängten als Erste die Poster auf dem Campus auf, auch als Reaktion auf die Israelfeindlichkeit, die an der Universität verbreitet wurde.
Unter dem Hashtag „Bring them home now!“ drehte eine private Initiative israelischer Filmschaffender, darunter Yael Reuveny und Ari Folman, kurze Videos von Interviews mit Angehörigen der Verschleppten und richteten diese als Appell an die Hamas.
Ein Animationsfilm von Yoni Goodman, in dem eine Mutter von der Geiselnahme ihrer beiden Söhne, 12 und 16 Jahre alt, aus dem Kibuzz Nir Oz erzählt, sollte helfen, die Jungen zurückzubringen.
Am 23. November 2023 brachte der israelische Graffiti-Künstler Benzi Brofmann in der Berliner Oranienburger Straße, unweit der Neuen Synagoge, ein riesiges Graffito an einer Hauswand an. Der Künstler nahm am 6. Oktober am Nature Party Festival Kibbuz Reʿim teil und reiste am gleichen Tag wieder ab. Als die Terrormiliz Hamas am 7. Oktober das Massaker beging, bei dem sie 364 Menschen ermordete, beschloss er, die Menschen, die er kennengelernt hatte, in Porträts zu verewigen. Ein erstes Graffito entstand in Haifa. Kurz darauf beauftragten ihn die israelische Botschaft in London und die Stadt Berlin, mit Graffiti an das Schicksal der Geiseln zu erinnern.
Angehörige der von der Hamas entführten Geiseln initiierten am 14. November 2023 einen fünftägigen Fußmarsch von Tel Aviv nach Jerusalem. Der Zweck des Marsches bestand darin, die Regierung unter Ministerpräsident Netanyahu aufzufordern, verstärkte Bemühungen für die Freilassung der Geiseln zu unternehmen.
Am 18. Dezember 2023 organisierte die Produzentin Talya Yarom ein Konzert mit 1.000 Musikern und Sängern im Amphitheater von Caesarea, um auf die weiterhin in der Gewalt der Hamas befindlichen Geiseln aufmerksam zu machen. Die Veranstaltung bestand aus verschiedenen Teilnehmern, darunter Amateure und Profis, Rock- und klassische Musiker. Das Ergebnis, Homeland Concert, umfasst ein Medley aus Ehud Manors Lied Home und der israelischen Nationalhymne Hatikva.
Angehörige der israelischen Geiseln protestierten bei einer Sondersitzung der Knesset in Jerusalem am 25. Dezember 2023 mit Sprechchören („Jetzt, jetzt, jetzt“) gegen eine Rede von Regierungschef Benjamin Netanjahu. Sie hielten Transparente, auf denen unter anderem „80 Tage Hölle“ stand. Sie forderten sofortige Maßnahmen für die Befreiung der weiterhin festgehaltenen Geiseln.
Der World Jewish Congress initiierte die Aktion „Das gelbe Klavier“. An öffentlichen Orten in mehreren Städten wurde auf einem gelben Flügel gespielt, um 100 Tage nach dem Überfall der Hamas auf Israel an die 136 noch gefangen gehaltenen Geiseln zu erinnern, so in der Fußgängerzone von Tel Aviv, in der U-Bahn von Tokio, am Washington Square Park in New York oder in Amsterdam. In Berlin spielte Igor Levit am 14. Januar 2024 „das gelbe Klavier“. In der James-Simon-Galerie gab er ein Solidaritätskonzert mit Stücken von Johannes Brahms für Israel und den 22-jährigen israelischen Pianisten Alon Ohel, stellvertretend für alle Geiseln. Zu dem geladenen Publikum gehörte auch die Holocaust-Überlebende Margot Friedländer.
Im Januar 2024 versammelten sich erstmals Angehörige und Freunde der Geiseln an der Grenze zu Gaza, um mit leistungsstarken Lautsprechern Botschaften in das abgeriegelte Gebiet zu rufen. Ihre Hoffnung ist, dadurch Zugang zu ihren gefangen gehaltenen Verwandten zu erhalten. Im August 2024 fand eine weitere Zusammenkunft statt, um mittels Lautsprecherdurchsagen die Geiseln zu erreichen.
Weltweit demonstrieren seit Ende 2023 regelmäßig Menschen unter dem Motto Run for their lives immer einmal wöchentlich für die Freilassung der Geiseln.
Die lokalen Gruppen treffen sich jeweils an einem bestimmten Ort zu einem kurzen Lauf über 1 km, der circa 18 Minuten dauert. Die Aktion versteht sich nicht als politisches Statement, sondern als Einsatz für Menschlichkeit und die Befreiung unschuldiger Opfer.
Die Eltern einer 23-jährigen US-Amerikanerin, die als Geisel von der Hamas beim Terrorangriff auf Israel am 7. Oktober 2023 in den Gazastreifen verschleppt wurde, forderten in den Vereinigten Staaten in einer Rede vor den Delegierten des Parteitages der Demokratischen Partei im August 2024, dass diese sich für die Freilassung aller Geiseln einsetzen. Jon Polin, ein Vater, dessen Sohn am 7. Oktober vom Nova-Musikfestival verschleppt wurde, bezeichnete das Thema der Freilassung der Geiseln als kein politisches, sondern als ein humanitäres Thema.
Am 13. Februar 2025 erinnerten prominente Schauspieler und Filmschaffende kurz vor der Eröffnungsgala der Berlinale an den israelischen Schauspieler David Cunio, der seit dem 7. Oktober 2023 als Geisel der Hamas im Gazastreifen festgehalten wird. Unter den Teilnehmern der Solidaritätsaktion waren Andrea Sawatzki, Ulrich Matthes und Berlinale-Leiterin Tricia Tuttle, die ein Bild Cunios mit der Aufschrift „Bring David Cunio Home“ hochhielt. David Cunio, der 2013 mit einem Film zur Berlinale kam, wurde am 7. Oktober 2023 zusammen mit seiner Frau und den gemeinsamen dreijährigen Zwillingen von der Hamas entführt. Seine Frau und die Kinder wurden im November 2023 freigelassen, während David Cunio und sein Bruder Ariel Cunio weiterhin in Gefangenschaft sind. Die Berlinale-Intendantin Tricia Tuttle räumte in Interviews ein, dass das Berlinale-Team im Vorjahr darum gebeten worden sei, sich bei der Abschlussgala für Cunio einzusetzen, dies jedoch versäumt habe. Sie kündigte an, sich bei Cunio und seiner Familie dafür zu entschuldigen. Die Solidaritätsaktion fand am Vorabend der Premiere des Dokumentarfilms A Letter to David von Tom Shoval statt, der als persönlicher Brief an den entführten Cunio konzipiert ist. Am folgenden Tag wurde der Film Holding Liat gezeigt, der das Schicksal einer weiteren israelischen Geisel thematisiert.

## Übersicht
| Nationale Zugehörigkeit                  | Entführt  | Entführt | Entführt | Entführt | Freigelassen1 | Freigelassen1 | Freigelassen1 | Freigelassen1 | Von der israelischen Armee befreit | Von der israelischen Armee befreit | Von der israelischen Armee befreit | Von der israelischen Armee befreit | Tot aufgefunden | Tot aufgefunden | Tot aufgefunden | Tot aufgefunden | Ref             |
| ---------------------------------------- | --------- | -------- | -------- | -------- | ------------- | ------------- | ------------- | ------------- | ---------------------------------- | ---------------------------------- | ---------------------------------- | ---------------------------------- | --------------- | --------------- | --------------- | --------------- | --------------- |
|                                          | Gesamt    | Männer   | Frauen   | Kinder   | Gesamt        | Männer        | Frauen        | Kinder        | Gesamt                             | Männer                             | Frauen                             | Kinder                             | Gesamt          | Männer          | Frauen          | Kinder          |                 |
| Israel (ohne Mehrstaatigkeit)            | > 82      |          |          |          | 53            | 1             | 13+?          | 11+?          | 6                                  | 4                                  | 2                                  |                                    | 17–21           | 12+?            | 3               |                 |                 |
| Thailand                                 | bis zu 54 |          |          |          | 23            | 10            | ?             | ?             |                                    |                                    |                                    |                                    |                 |                 |                 |                 | [ 279 ]         |
| Israel-Argentinien                       | mind. 6   |          |          |          | 6             |               |               |               | 2                                  | 2                                  |                                    |                                    |                 |                 |                 |                 | [ 280 ] [ 281 ] |
| Argentinien                              | bis zu 13 | 2        | 2        | 4        | 8             |               | 2             | 4             |                                    |                                    |                                    |                                    |                 |                 |                 |                 | [ 282 ] [ 283 ] |
| Israel-Deutschland                       | mind. 10  |          |          |          | 13            |               | 2+?           | 4+?           |                                    |                                    |                                    |                                    | 1               |                 | 1               |                 | [ 284 ] [ 285 ] |
| Philippinen                              | mind. 1   |          |          |          | 1             | 1             |               |               |                                    |                                    |                                    |                                    |                 |                 |                 |                 | [ 279 ]         |
| Israel-USA                               | mind. 21  |          |          |          | 1             |               |               | 1             |                                    |                                    |                                    |                                    | 1               | 1               |                 |                 | [ 286 ]         |
| Israel-Frankreich                        | 6         |          |          |          | 4             |               | 1+?           | 2+?           |                                    |                                    |                                    |                                    | 1               | 1               |                 |                 | [ 284 ]         |
| Israel-Russland                          | mind. 3   |          |          |          | 3             | 1             | 2             |               |                                    |                                    |                                    |                                    |                 |                 |                 |                 |                 |
| Russland                                 | 3–6       |          |          |          |               |               |               |               |                                    |                                    |                                    |                                    |                 |                 |                 |                 | [ 287 ]         |
| Mexiko, Israel-Mexiko, Frankreich-Mexiko | 1         | 1        |          |          | 1             |               |               |               |                                    |                                    |                                    |                                    | 1               | 1               |                 |                 | [ 288 ] [ 289 ] |
| Brasilien oder Israel-Brasilien          | ?         |          |          |          |               |               |               |               |                                    |                                    |                                    |                                    | 1               | 1               |                 |                 | [ 290 ] [ 288 ] |
| Israel-Irland                            | 1         |          |          | 1        | 1             |               |               | 1             |                                    |                                    |                                    |                                    |                 |                 |                 |                 | [ 291 ]         |
| Israel-Österreich                        | 4         | 1        | 1        | 2        | 3             |               | 1             | 2             |                                    |                                    |                                    |                                    |                 |                 |                 |                 | [ 292 ] [ 293 ] |
| Gesamt                                   | ca. 243   |          |          |          | 120           |               |               |               | 8                                  | 6                                  | 2                                  |                                    | 13–216,7        | mind. 12        | mind. 4         |                 | [ 294 ]         |

Anmerkungen:
1. Bei den Freigelassenen werden sowohl diejenigen gezählt, die im Austausch gegen Gefangene frei kamen als auch vier israelische Frauen, die bereits vorher freigelassen wurden.
2. Als Quelle dienen die Angaben auf dieser Seite.
3. In manchen Quellen wird nach Frauen und Minderjährigen unterschieden, in anderen nach Nationalität. Nur selten ist eine Zuordnung von Nationalität und Frau/Mann/Minderjährig zu finden. Dadurch weichen die Gesamtzahlen von den einzelnen Spalten ab.
4. Einige Länder haben angegeben, wie viele ihrer Landsleute als Geiseln gehalten werden, ohne Angabe, ob diese auch Doppelstaatler sind. Dadurch ergeben sich auch hier Diskrepanzen.
5. Die Spalten „Kinder“ schließt auch Jugendliche mit ein, also alle Personen unter 18 Jahren.
6. Es wurden die Leichen von drei Geiseln entdeckt bzw. nach Israel zurückgebracht. Für vier weitere Geiseln gibt es lediglich die Angabe, dass man glaubhafte Beweise für ihren Tod habe, für eine weitere die Bestätigung von beiden Seiten.
7. Das israelische Militär geht davon aus, dass 31 Geiseln nicht mehr am Leben sind. Es ist unklar, ob diese Angabe vom 7. Februar 2024 die vier Geiseln einschließt, von deren Tod man bereits früher ausging.
8. Die im Oktober 2024 befreite Fawzia Amin Sido wird in dieser Tabelle nicht genannt, da sie 2014 entführt wurde und diese Liste sich nur auf Personen bezieht die im Oktober 2023 entführt wurden.

## TV-Beiträge
- Hamas auch thailändische Erntehelfer, Tagesschau (ARD, Fernsehsendung) 29. November 2023
- Fünf thailändische Hamas-Geiseln sind wieder zurück in ihrer Heimat, Tagesschau vom 9. Februar 2025

## Filme
- 2025: Michtav Le'David Filmportrait über David Cunio, der am 7. Oktober von der Hamas entführt wurde
- 2025: Holding Liat Film zu Liat Beinin Atzili, die aus ihrem Kibbuz am 7. Oktober 2023 entführt wurde